# Ostrhauderfehn
Ostrhauderfehn (Ostfriesisches Platt Ōsterfēn) ist eine Gemeinde im Landkreis Leer in Ostfriesland. Verwaltungssitz der Gemeinde ist der gleichnamige Ortsteil. Der Name der Gemeinde rührt von der 1769 gegründeten Fehnsiedlung gleichen Namens her, die wiederum nach dem alten Geestdorf Rhaude im Nordwesten der Nachbargemeinde Rhauderfehn benannt ist. Das Adjektiv lautet Ostrhauderfehntjer mit dem für das Ostfriesische Plattdeutsch üblichen Diminutiv -(t)je.

## Geografie

### Lage und Ausdehnung
Die Gemeinde Ostrhauderfehn ist die südöstlichste Gemeinde Ostfrieslands im Nordwesten des deutschen Bundeslandes Niedersachsen. Politisch gehört sie zum Landkreis Leer und liegt in dessen Südosten an der Grenze zu den Landkreisen Cloppenburg und Emsland. Ostrhauderfehn bildet zusammen mit den Gemeinden Rhauderfehn und Westoverledingen das Overledingerland, einen der vier historischen Landstriche auf dem Gebiet des heutigen Landkreises Leer. Die anderen drei sind das Moormerland, das Lengenerland und das Rheiderland.
Der Ortskern von Ostrhauderfehn liegt etwas mehr als 14 Kilometer südöstlich der Kreisstadt Leer. Die nächstgelegene Großstadt ist Oldenburg, rund 41 Kilometer in östlicher Richtung. Die größte Nord-Süd-Ausdehnung zwischen dem Jümmiger Hammrich im Norden und der Kreisgrenze zum Emsland im Westermoor beträgt etwa 15,5 Kilometer, die größte Ost-West-Ausdehnung entlang der Leda bei Potshausen etwas mehr als 5 Kilometer.
Mit 11.769 Einwohnern, die sich auf nur 51 Quadratkilometer verteilen, ist die ländliche Gemeinde recht dicht besiedelt. Auf jeden Quadratkilometer kommen im Durchschnitt 230,8 Einwohner. Damit liegt Ostrhauderfehn nicht nur deutlich über dem ostfriesischen Durchschnitt von 147,5 Einwohnern pro Quadratkilometer, sondern auch über dem niedersächsischen (168) und nur wenig unter dem gesamtdeutschen Durchschnitt (233). Unter sämtlichen Gemeinden Ostfrieslands ist dies der elfthöchste Wert, auf Einheitsgemeindeebene bezogen sogar der fünfthöchste nach den Städten Leer, Emden, Norden und Norderney. Nach Einwohnerzahl liegt die Gemeinde auf Rang 19 der Kommunen Ostfrieslands. Unter jenen Einheitsgemeinden auf dem ostfriesischen Festland, die nicht Mitglied einer Samtgemeinde sind, ist Ostrhauderfehn der Fläche nach die zweitkleinste nach Hinte.
Das Regionale Raumordnungsprogramm des Landkreises Leer teilt dem Hauptort Ostrhauderfehn sowie dem unmittelbar benachbarten Ort Idafehn die Funktion eines Grundzentrums für das Gemeindegebiet zu.

### Geologie, Hydrologie und Böden
Das geologische Bild der Gemeinde wird – wie in ganz Ostfriesland – vom Pleistozän und vom Holozän bestimmt. Zu den pleistozänen Schichten zählen die wenigen Geestgebiete. Die Böden der ostfriesischen Geest bestehen aus Decksanden und Geschiebelehm. Zu finden sind Geestgebiete in Ostrhauderfehn vor allem entlang des Langholter Tiefs, wo sich Flugsandflächen links und rechts des Flusslaufs befinden. Entlang des Tiefs folgen Niedermoorgebiete dem Flusslauf.

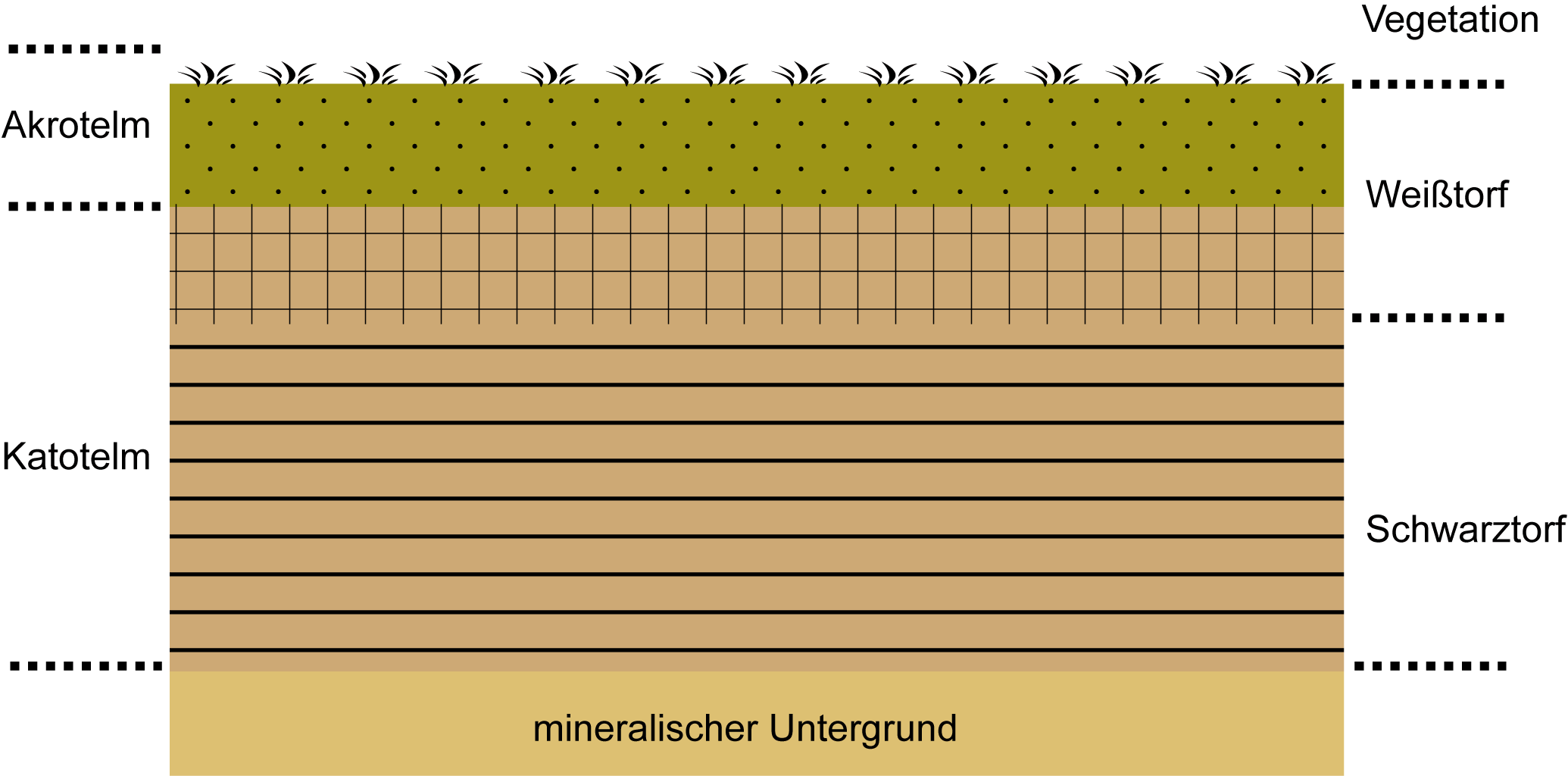
Torfschichten im Moor

Zu den holozänen Schichten zählt neben den genannten Niedermoorarealen entlang des Langholter Tiefs der mit weitem Abstand größte Teil des Gemeindegebietes. Im Norden der Gemeinde befindet sich die Flussmarsch der Leda. Die Leda ist ein Tidefluss, was auf dem Ostrhauderfehntjer Abschnitt noch spürbar ist: Selbst am östlichsten Punkt der Leda, der noch auf Gemeindegebiet liegt, beträgt der Tidenhub noch 80 cm. Entlang der Flussmarsch der Leda befinden sich am Rande Moormarschgebiete, also solche (Nieder-)Moorgebiete, die in früheren Jahrhunderten von Sedimenten aus schluffigem Ton überspült wurden. Die Mächtigkeit der Sedimente beträgt durchschnittlich etwa 40 Zentimeter.
Weite Teile des Gemeindegebietes sind (inzwischen meist abgetorfte) Hochmoorflächen und Übergangsmoore. Der äußerste Süden der Gemeinde besteht aus Hochmoorgebieten. Dabei handelt es sich um Hochmoore, genauer Plateauregenmoore. Ihre Entstehung begann vor rund 11.000 Jahren. Diese Moorflächen gehören zum Großteil zum Naturschutzgebiet Esterweger Dose. Der zentrale Teil des Gemeindegebietes (Ostrhauderfehn, Idafehn, Holterfehn) liegt auf stark humosem Boden auf rekultivierten Abtorfungsflächen, örtlich auch auf Anmoor. Die Böden bestehen aus sandigem Torf, Sand oder lehmigem Sand und liegen stellenweise über Lehm und Ton. Beim Torfstich in früheren Jahrhunderten wurde zunächst die obenliegende Weißtorfschicht abgegraben, um an den darunter liegenden Schwarztorf zu gelangen, der sich im Gegensatz zum Weißtorf im getrockneten Zustand als Brennmaterial eignete. Nach der Abtorfung wurde die Weißtorfschicht, meist zusammen mit herangeschafftem Dung aus den ostfriesischen Marschen, wieder auf das abgetorfte Feld aufgebracht und landwirtschaftlich genutzt.
Zu den Gewässern gehören neben der Leda und den Fehnkanälen auch mehrere kleinere Binnenseen, darunter der Idasee.

### Flächennutzung
| Nutzung                             | Fläche in ha |
| ----------------------------------- | ------------ |
| Gebäude- und Freiflächen            | 698          |
| davon Wohnflächen                   | 543          |
| davon Gewerbe- und Industrieflächen | 38           |
| Betriebsflächen                     | 42           |
| davon Abbauflächen                  | 34           |
| Erholungsflächen                    | 35           |
| davon Grünanlagen                   | 19           |
| Verkehrsflächen                     | 264          |
| davon Straßen, Wege, Plätze         | 251          |
| Landwirtschaftsflächen              | 3.151        |
| davon Moore                         | 29           |
| Wasserflächen                       | 256          |
| Waldflächen                         | 157          |
| Flächen anderer Nutzung             | 497          |
| davon Friedhöfe                     | 3            |
| davon Unland                        | 118          |
| Gesamtfläche                        | 5.100        |

Die Flächennutzungstabelle zeigt den großen Anteil an Landwirtschaftsflächen im Gemeindegebiet: Er beträgt etwa 61,2 Prozent und liegt damit über dem Bundesdurchschnitt von 52 Prozent. Im innerostfriesischen Vergleich verfügt Ostrhauderfehn jedoch nur über wenig Landwirtschaftsflächen. In der gesamten Region liegt der Landwirtschaftsanteil an der Gesamtfläche bei rund 75 Prozent.
Mit fünf Prozent Wasserflächenanteil überragt Ostrhauderfehn den bundesrepublikanischen Durchschnitt von rund zwei Prozent deutlich, was nicht nur auf die Fehnkanäle zurückzuführen ist, sondern auch auf die Leda im Norden des Gemeindegebiets sowie mehrere Binnenseen und Geestbäche wie das Langholter Tief. Der Waldanteil in Ostrhauderfehn liegt bei etwas mehr als drei Prozent und damit leicht über dem ostfriesischen Durchschnitt von 2,6 Prozent, der jedoch den Waldanteil an der Gesamtfläche der Bundesrepublik extrem unterschreitet. Deutschlandweit sind etwa 29,5 Prozent der Fläche bewaldet. Der Anteil an Unland von 2,31 Prozent ist auf unkultivierte Moorflächen zurückzuführen. Die unter Landwirtschaft aufgeführten Moorflächen hingegen werden auch landwirtschaftlich genutzt.

### Nachbargemeinden
Ostrhauderfehn hat Nachbargemeinden in den Landkreisen Leer, Emsland und Cloppenburg. Im Westen grenzt Ostrhauderfehn auf der gesamten Länge an die „Schwestergemeinde“ Rhauderfehn, nördlich des Gemeindegebiets liegt die Gemeinde Detern in der Samtgemeinde Jümme. Damit hat Ostrhauderfehn nur zwei Gemeinden im Landkreis Leer als Nachbarn. Die östliche Gemeindegrenze ist mit der Kreisgrenze zur cloppenburgischen Gemeinde Saterland identisch. Auf einem kleinen Teilstück im Süden des Gemeindegebietes grenzt Ostrhauderfehn auch an die Gemeinde Bockhorst in der Samtgemeinde Nordhümmling. Aufgrund der exponierten Lage im äußersten Südwesten des Landkreises Leer ist Ostrhauderfehn die einzige ostfriesische Kommune, die an die Nachbarregionen Emsland und Oldenburger Land grenzt. Der gemeinsame Grenzpunkt aller drei historischen Regionen liegt jedoch weit abseits von öffentlichen Straßen mitten im Westermoor.

### Gemeindegliederung
| Ortschaft      | Einwohner (2009) | zugehörige Ortsteile                                                                          |
| -------------- | ---------------- | --------------------------------------------------------------------------------------------- |
| Ostrhauderfehn | 6459             | – keine weiteren –                                                                            |
| Holterfehn     | 1716             | – keine weiteren –                                                                            |
| Idafehn        | 1500             | – keine weiteren –                                                                            |
| Langholt       | 591              | – keine weiteren –                                                                            |
| Potshausen     | 398              | Potshauser Leyhe, Rinzeldorf, Rinzeldorfer Moor, Terheide, Amelsberg, Holterbarge, Ubbehausen |
| Holtermoor     | 249              | – keine weiteren –                                                                            |
| Gesamt         | 10.913           | —                                                                                             |

### Klima
Ostrhauderfehn liegt in der gemäßigten Klimazone. Das Klima ist von der mitteleuropäischen Westwindzone geprägt. Nach der Klimaklassifikation von Köppen befindet sich die Gemeinde im gemäßigten Ozeanklima (Cfb-Klima), bei dem der kälteste Monat eine Mitteltemperatur zwischen 18 °C und −3 °C aufweist und der wärmste Monat eine Temperatur über 10 °C. Die jährliche Niederschlagssumme beim Klimatyp Cf: Feucht-Gemäßigtes Klima bedeutet, dass alle Monate feucht sind und der trockenste Monat mindestens 60 Millimeter Niederschlagsmenge aufweist. Der Klimauntertyp b (warme Sommer) zeigt, dass alle Monate unter 22 °C liegen, es aber noch mindestens vier Monate gibt, die wärmer als 10 °C sind. Im Sommer sind die Tagestemperaturen damit insgesamt tiefer, im Winter häufig höher als im weiteren Binnenland.
Klimatisch besondere Verhältnisse herrschen hingegen in den Hochmoor-Gebieten im Süden des Gemeindegebietes. Wegen der Untergrundverhältnisse in einem Regenmoor sind die Temperaturunterschiede zwischen Tag und Nacht extrem. Im Sommer kann es tagsüber zu sehr hohen Temperaturen am Boden kommen, so dass durch Selbstentzündung Moorbrände entstehen können. Durch den Torfabbau und die damit verbundene Entwässerung ist dieser Effekt in weiten Teilen des Gemeindegebietes allerdings nicht mehr so stark ausgeprägt wie in der ursprünglichen Naturlandschaft. Die Anzahl der Frosttage ist allerdings im Hochmoorgebiet deutlich höher als in der Umgebung, es kommt häufiger zu Früh- und Spätfrösten. Zudem sind Moorgegenden sehr viel nebelintensiver als die Umgebung.
|                        | Jan  | Feb  | Mär | Apr  | Mai  | Jun  | Jul  | Aug  | Sep  | Okt  | Nov | Dez |   |      |
| Mittl. Temperatur (°C) | 1,0  | 1,1  | 4,1 | 7,6  | 11,8 | 15,2 | 16,4 | 16,3 | 14,0 | 10,0 | 5,4 | 2,5 | ⌀ | 8,8  |
| Mittl. Tagesmax. (°C)  | 3,3  | 3,8  | 7,5 | 11,9 | 16,5 | 19,9 | 20,7 | 20,7 | 18,3 | 13,6 | 7,9 | 4,7 | ⌀ | 12,4 |
| Mittl. Tagesmin. (°C)  | −1,2 | −1,6 | 0,7 | 3,4  | 7,2  | 10,5 | 12,2 | 12,0 | 9,7  | 6,5  | 2,9 | 0,4 | ⌀ | 5,3  |
|                        |      |      |     |      |      |      |      |      |      |      |     |     |   |      |
| Niederschlag (mm)      | 64   | 46   | 53  | 48   | 61   | 74   | 83   | 78   | 68   | 65   | 74  | 71  | Σ | 785  |

| −1,2 |

| −1,6 |

| 0,7 |

| 3,4 |

| 7,2 |

| 10,5 |

| 12,2 |

| 12,0 |

| 9,7 |

| 6,5 |

| 2,9 |

| 0,4 |

| −1,2 |

| −1,6 |

| 0,7 |

| 3,4 |

| 7,2 |

| 10,5 |

| 12,2 |

| 12,0 |

| 9,7 |

| 6,5 |

| 2,9 |

| 0,4 |

| N i e d e r s c h l a g | 64  | 46  | 53  | 48  | 61  | 74  | 83  | 78  | 68  | 65  | 74  | 71  |
|                         | Jan | Feb | Mär | Apr | Mai | Jun | Jul | Aug | Sep | Okt | Nov | Dez |

### Schutzgebiete

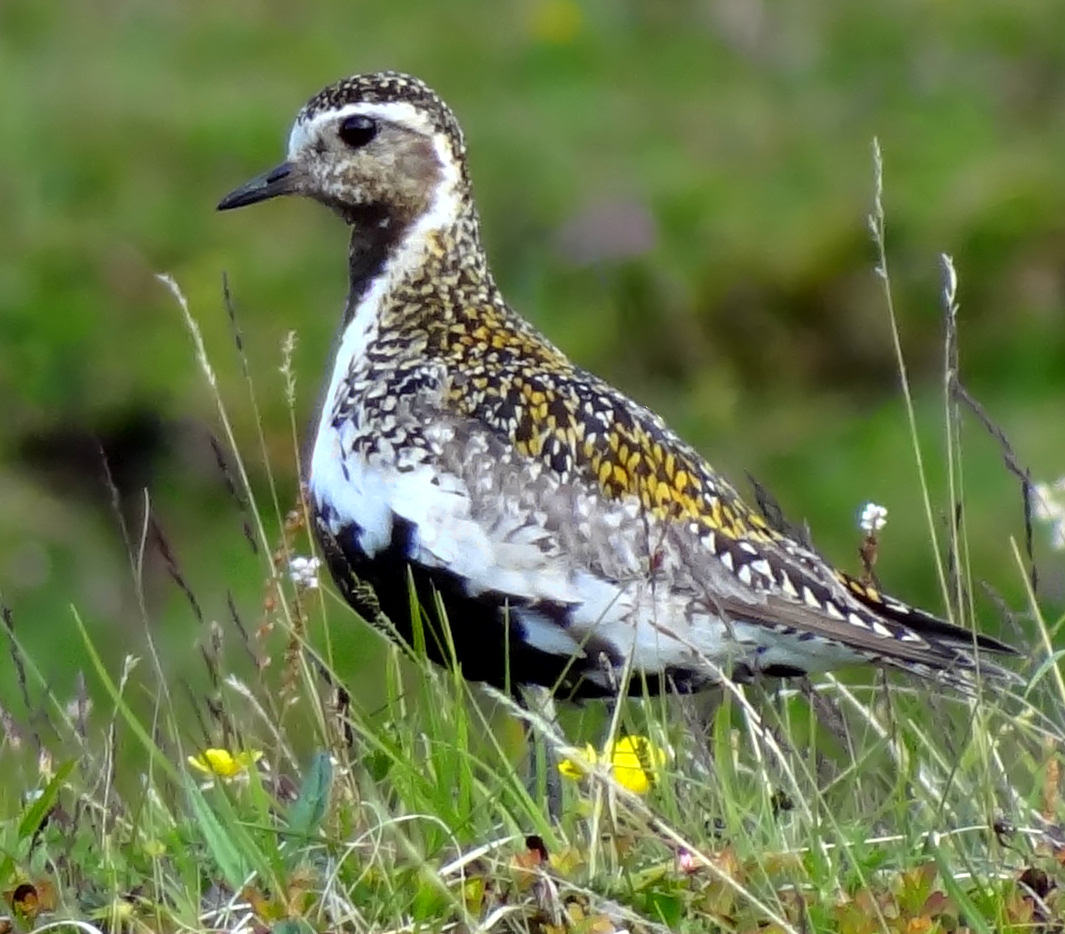
Der Goldregenpfeifer hat eines seiner letzten verbliebenen Brutgebiete in Mitteleuropa im NSG Esterweger Dose.

Teilweise erstreckt sich das mehrere Gemeinden übergreifende, 2005 ausgewiesene Naturschutzgebiet (NSG) Esterweger Dose auf das Gebiet von Ostrhauderfehn. Von den 4747 Hektar des Schutzgebietes liegen 725 auf dem Gebiet des Landkreises Leer in den Gemeinden Rhauderfehn und Ostrhauderfehn. Damit ist das Schutzgebiet das größte im Bereich Weser-Ems. Das NSG ist Bestandteil des EU-Vogelschutzgebietes Esterweger Dose und des gleichnamigen FFH-Gebietes. Das Gebiet beherbergt eines der letzten Brutvorkommen des südlichen Goldregenpfeifers.
Seit 1967 steht Der Hartkamp (2,5 ha) unter Naturschutz, seit 1973 die Magerwiese bei Potshausen mit 3,9 ha. Beim Hartkamp handelt es sich um den Rest eines Bruchwaldes, wie er früher an der Leda weit verbreitet war, das Grünland bei Potshausen ist eine naturnah bewirtschaftete Magerwiese.
Bereits seit 1949 sind drei Wäldchen bei Potshausen ein geschützter Landschaftsbestandteil und zusammen etwa 1,7 Hektar groß. 2009 wurde das Landschaftsschutzgebiet Langholter Meer und Rhauder Meer ausgewiesen. Es ist 206,9 Hektar groß und liegt auf dem Gebiet der Gemeinden Ostrhauderfehn und Rhauderfehn.

## Geschichte

### Ur- und Frühgeschichte
Innerhalb Ostfrieslands zählen die Geestgegenden zu den am frühesten besiedelten, entsprechend fanden sich in Geestgemeinden wie Hesel, Westerholt oder Dunum bislang auch die ältesten und in ihrer räumlichen Ballung umfangreichsten Nachweise der Besiedlung Ostfrieslands in ur- und frühgeschichtlicher Zeit. Auch die Geestorte in der „Schwestergemeinde“ Rhauderfehn sind diesbezüglich archäologisch „ertragreicher“ als die Gemeinde Ostrhauderfehn, die zum weitaus größten Teil aus Moor und nur zu einem sehr geringen Teil aus Geest besteht.
Entlang des Langholter Tiefs sind bei Erdarbeiten zwei Fundstellen aufgetan worden, die auf die Anwesenheit mesolithischer Wildbeuter schließen lassen. Zwischen dem Tal des Wasserlaufs und dem Hochmoor im Hinterland befanden sich Flugsanddecken, die vermutlich als Siedlungsplätze genutzt wurden. Aufgefunden wurden hier Feuersteinartefakte.
Im Gemeindegebiet ist zudem ein Hortfund gemacht worden, der auf eine Besiedlung in der jüngeren Bronzezeit oder der älteren vorrömischen Eisenzeit schließen lässt. Bei Torfarbeiten im Moor, wahrscheinlich um 1880, stießen Torfgräber bei Ostrhauderfehn auf einen Fellbeutel, der etliche Bronzegegenstände enthielt. Dabei handelt es sich um eine Lanzenspitze, mehrere Bronzeringe und -drähte sowie Bernstein- und Glasperlen. Bei dem Beutel handelt es sich um den bis dato ältesten Textilfund Ostfrieslands. Die metallenen Gegenständen ließen aufgrund charakteristischer Verunreinigungen mit Silber, Nickel, Arsen und Antimon auf eine Herkunft aus dem Saalfelder Erzrevier schließen. Wie sie nach Ostfriesland gelangten, konnte bis dato nicht hinreichend erklärt werden.

### Mittelalter
Etwa um die Mitte des 13. Jahrhunderts entstand die Johanniter-Doppelkommende Langholt auf einem schmalen Geestrücken entlang des Langholter Tiefs – eine Gegend, umgeben von Moor, die bis dahin völlig unerschlossen war und sich auch jenseits aller Verkehrswege der damaligen Zeit befand. Am 8. September 1319 wurde das Kloster in einem Vergleich zwischen dem Johanniter-Hospital in Burgsteinfurt und den friesischen Komtureien erstmals urkundlich genannt.
Die zweite Siedlung im vorliegenden Gebiet im Mittelalter war Potshausen. Der Ort wurde 1409 erstmals schriftlich erwähnt als Pophteshusen, also Haus des Popt oder der Familie Poptes. Aufgrund seiner Lage an der Leda- und Jümme-Niederung einerseits und am Rande großer Moorflächen andererseits war der Ort im Mittelalter eine von nur drei Aufstrecksiedlungen im Overledingerland neben Schatteburg und Folmhusen. Potshausen erstreckt sich in Ost-West-Richtung am Rande des Moores; die Einwohner trieben seinerzeit die Aufstreckflächen (plattdt.: Upstreekflächen) in südlicher Richtung Moor hinein und kultivierten es. Dabei war lediglich die Breite der Grundstücke festgelegt, die Länge bemaß sich in Potshausen nach den technischen Möglichkeiten. Diese Technik der mittelalterlichen Moorkultivierung hatte sich in anderen Regionen Ostfrieslands wie dem Rheiderland oder dem Brookmerland bereits früher durchgesetzt. Im Overledingerland wurde sie erst später angegangen, war aber bis zum 14. Jahrhundert abgeschlossen. Das Grünland in der Leda-Jümme-Niederung erlaubte die Viehhaltung, mit dem entstehenden Dung wurden wiederum die abgetorften Areale gedüngt.

„Die Größe des Ackerlandes stand somit in jener Zeit in einem proportionalen Verhältnis zum Umfang des natürlichen Grünlandes. Dieser Aspekt muss den Kolonisten zu Beginn der Erschließung der Moore bewusst gewesen sein, denn Aufstrecksiedlungen sind in Ostfriesland und auch in den Niederlanden nur dort anzutreffen, wo grünlandträchtige Niederungsgebiete unmittelbar an Hochmoore angrenzen.“

### Häuptlingszeit

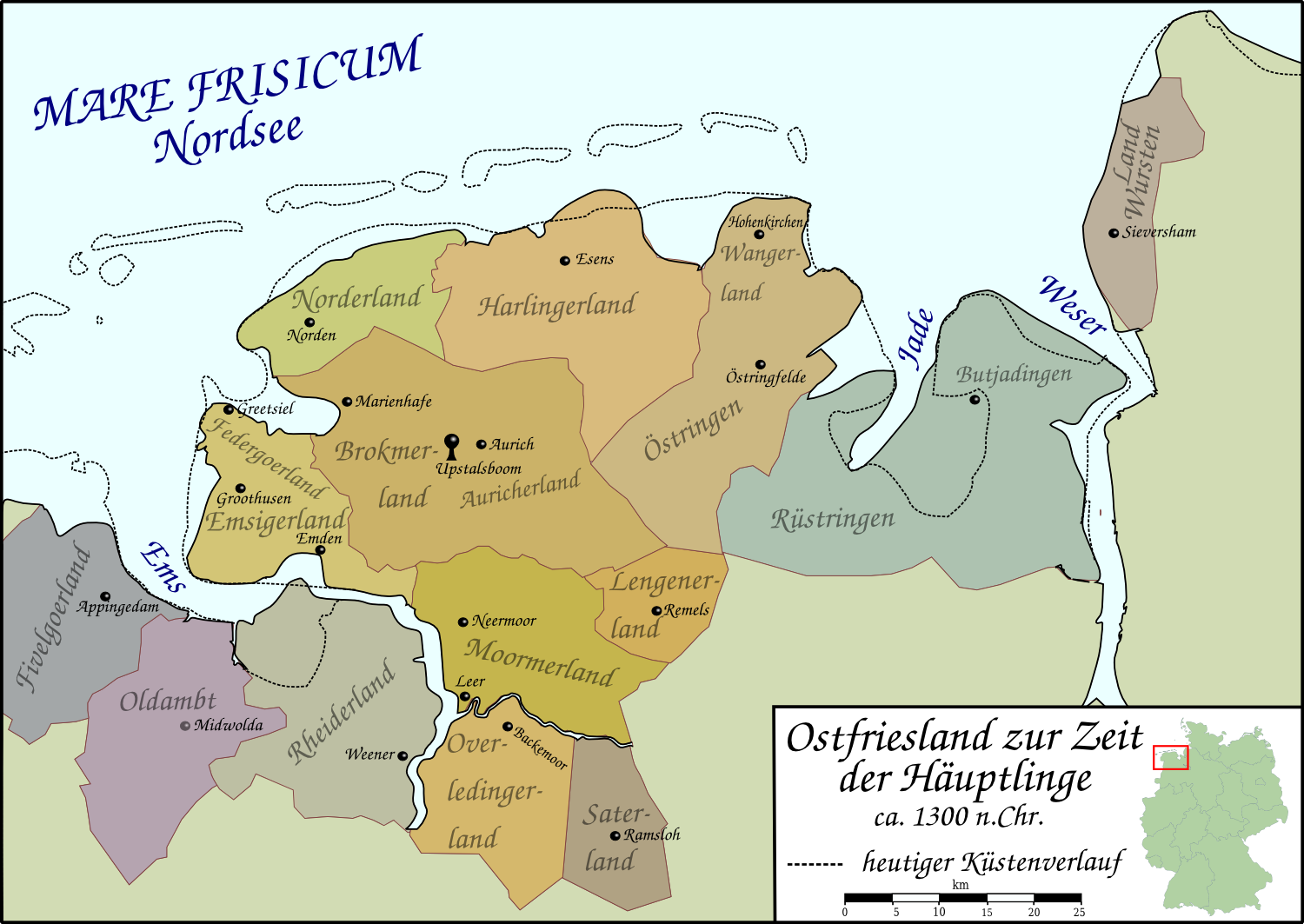
Ostfriesland um 1300

Im 14. Jahrhundert gewannen einzelne Familien als primus inter pares zunehmend an Gewicht in ihren jeweiligen Gebieten. Es etablierte sich das ostfriesische Häuptlingswesen. Im Overledingerland allerdings konnte sich, wie im angrenzenden Lengenerland und im Großteil des Moormerlands, ein nennenswertes Häuptlingswesen nicht durchsetzen, da die weitenteils vom Moor geprägten Gebiete zu wirtschaftsschwach waren. Lediglich im engeren Rahmen der einzelnen Dörfer traten lokale Potentaten hervor, jedoch ohne Einfluss, der über ihren eng umgrenzten Raum hinausging. Eine Ausnahme bildete Focko Ukena, der von Neermoor aus auch die Herrschaft über den Ort Leer gewann und somit über den zentralen Ort des Raumes. Ukena diente dem seinerzeit mächtigsten Häuptlingsgeschlecht tom Brok, das die Herrschaft über das Brookmerland und das Auricherland gewonnen hatte, als Vasall im südlichen Ostfriesland. In der Folge war Ukena der führende Häuptling im Overledingerland.
In ihrem Streben nach unbeschränkter Herrschaft über Ostfriesland gerieten die tom Brok in Opposition zu anderen Häuptlingsfamilien. Ukena wechselte die Seiten, machte sich zu deren Anführer und schlug Ocko II. tom Brok in der Schlacht auf den Wilden Äckern am 28. Oktober 1427. Da Ukena nach diesem Sieg jedoch selbst eine führende Machtposition beanspruchte, bildete sich bald darauf eine gegen ihn gerichtete Opposition unter dem Geschlecht der Cirksena, der sogenannte Freiheitsbund der Sieben Ostfrieslande. Nach mehreren militärischen Niederlagen der Ukenaschen Partei und dem Fall seiner Burg in Leer im Jahre 1431 floh Ukena nach Münster. Ulrich Cirksena wurde von Kaiser Friedrich III. 1464 in den Reichsgrafenstand erhoben. Das Overledingerland gehörte fortan über drei Jahrhunderte zur Grafschaft Ostfriesland.

### Unter den Cirksena (1464–1744)
Unter der Ägide der Grafen Cirksena wurde Ostfriesland in mehrere Ämter eingeteilt. Das heutige Gemeindegebiet gehörte zum Amt Stickhausen.
Im Dreißigjährigen Krieg war Ostfriesland zwar nicht Schauplatz von Kampfhandlungen, wurde jedoch von Truppen als Ruheraum genutzt. Dreimal (1622–1624, 1627–1631 und 1637–1651) zogen fremde Truppen nach Ostfriesland ein, worunter auch das vorliegende Gebiet zu leiden hatte. Besonders stark betroffen war die Region von der Besetzung durch die Mansfelder. Die beiden folgenden Besetzungen bedeuteten zwar ebenfalls Belastungen durch Kontributionen. Die Besatzer von 1627 bis 1631 jedoch, kaiserliche Truppen unter Tilly, „hielten Manneszucht und vermieden Ausschreitungen“, desgleichen die von 1637 bis 1651 einquartierten hessischen Truppen unter Wilhelm V. von Hessen-Kassel. Auch materiell stellte sich die Situation unter den beiden Besetzungen anders dar als unter Mansfeld: Es wurden zwar Kontributionen eingetrieben, doch wurden diese auch wieder in der Region ausgegeben. Während des Krieges brach in Ostfriesland auch die Pest aus, Todeszahlen für das vorliegende Gebiet sind jedoch nicht dokumentiert.

### Preußische Zeit (1744–1806/15): Gründung des Rhauderfehns
Im Jahr 1744 fiel Ostfriesland durch eine Exspektanz an Preußen. Das vorliegende Gebiet lag weiterhin größtenteils völlig unerschlossen dar. Auch das mittelalterliche Dorf Potshausen nahm im Amt Stickhausen (die Ämtereinteilung war von den Preußen übernommen worden) nur eine untergeordnete Stellung ein, was sich am Wirtschaftsleben messen lässt. In einer von preußischen Beamten angefertigten Übersicht über Kaufleute und Handwerker im Amt Stickhausen aus dem Jahr 1756 werden für Potshausen gerade einmal neun Personen genannt, als da: zwei Böttcher, ein Bäcker, ein Kaufmann, ein Radmacher sowie je zwei Schneider und Zimmerleute. Zum Vergleich: In den westlich gelegenen Dörfern Backemoor und Holte, die inmitten eines weitaus größeren kultivierten Geestgebiets lagen, waren es im selben Jahr 26 bzw. 22 Kaufleute und Handwerker, am Amtssitz Stickhausen und im nahe gelegenen Detern zusammen sogar 65.

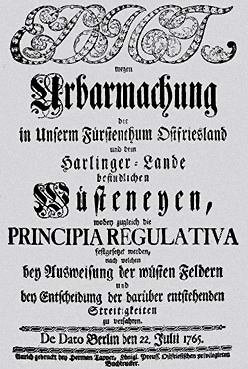
Urbarmachungsedikt von 1765

Im Jahre 1765 richteten fünf Kaufleute ein Gesuch an König Friedrich II. von Preußen. Sie baten um die Überlassung der Hochmoorfläche im nördlichen Overledingerland, um hier ein neues Fehn anzulegen. Am 19. April 1769 erhielten sie die Zustimmung für das schon begonnene Vorhaben. Dies gilt als der Beginn der Geschichte (Ost-)Rhauderfehns. Die fünf Gründer waren der Kaufmann Hinrich Thomas Stuart aus Leer, der Buchhalter Johann Heinrich Heydecke aus Leer, Oberamtmann Rudolph Heinrich Carl von Glan aus Stickhausen, der Steuereintreiber Alrich Weyers Ibelings aus Breinermoor und der Bauer Wille Janssen aus Holte. Diese hatten für ihre Rhauder-Fehn-Compagnie vom preußischen Staat das Abtorfrecht für eine Fläche von 1500 Diemat erworben und anschließend an Siedler weitervermittelt.

„Es werden nehmlich zum Behuf des anzulegenden Fehns dem Stuart et Consorten von denen Morasten im Oberledingerland 1000 Diemath und Leerer Amtes 500 Diemath zu ewigen Zeiten in Erbpacht verliehen dergestalt und also, daß sie auf demselben Torf graben, solchen zu ihrem Besten verkaufen, ferner das ausgegrabende Land cultivieren, solches mit Häusern besetzen und an andere vererbpachten können. Auf diesen 1500 Diemath kann Stuart et Comp. nach Gefallen Buchweitzen bauen und anderen solches verstatten, wofür sie eine jährliche Rekognition von 20 Reichsthalern in Friedrichsdor zu ewigen Tagen, es werde in der Folge darauf gebuchweitzet oder nicht, an die Königliche Kasse erlegen.“

Die fünf Fehngründer traten dabei als Unternehmer in Erscheinung, die das neue Fehn als Geldanlage sahen. Sie nahmen vom preußischen Staat das Gelände in Erbpacht, ließen den Hauptfehnkanal und die ersten mehrere Hundert Meter der Seitenkanäle anlegen und verpflichteten sich, diese Wasserstraße mitsamt notwendiger Schleusen instand zu halten. Anschließend vergaben sie Grundstücke an den Kanälen an Untererbpächter. Diese mussten dafür Abgaben an die Fehngründer zahlen, die wiederum einen Teil an die Landesherrschaft abführen mussten; die Differenz verblieb als Gewinn bei den Fehnunternehmern. Die Untererbpächter besorgten den Torfabbau und kultivierten später die abgetorften Flächen, um sich eine landwirtschaftliche Existenz aufzubauen. Da sowohl die preußische Landesherrschaft als auch die Fehnunternehmer großes Interesse daran hatten, dass der Torf möglichst zügig abgegraben wurde, um anschließend aus den landwirtschaftlichen Siedlerstellen die geforderte Pachtsumme zu kassieren, blieben die meisten Grundstücke sehr klein: Für (Ost-)Rhauderfehn sind Grundstücke zwischen einem und fünf Hektar überliefert, was den Kolonisten für eine landwirtschaftliche Existenz nicht ausreichte. Einige Kolonisten versuchte, durch Zukäufe die Landwirtschaftsfläche zu vergrößern, was natürlich aus Platzgründen nicht allen möglich war. Ein Teil der Kolonistenfamilien verlegte sich daher früh auf andere Berufszweige, besonders auf die Versorgung der Fehne mit Schiffen.
Wegen Streitigkeiten mit dem Johanniter-Orden verzögerte sich jedoch die Entwicklung des östlichen Teils des Rhauderfehns. Der ostfriesische Chronist Fridrich Arends vermerkte hierzu in seiner Erdbeschreibung des Fürstenthums Ostfriesland und des Harlingerlandes: „Hierauf folgt südseits das Rhauder-Oster-Fehn, 146 E(inwohner)., dann südwestlich das Rhauder-Wester-Fehn, 711 E(inwohner).; beide sind bei ihrem Anfang mit Verlaten (= Schleusen) versehen und 1769 angelegt, ersteres aber wenig in Aufnahme gekommen, eines bösen Processes wegen, den die Eigner seit 40 Jahren mit dem Johanniter-Orden, als Besitzer von Langholt, führen, welcher auf das Moor Anspruch macht. Das Westerfehn hat dagegen sehr zugenommen (…).“
Neben dem Rhauderfehn wurden – wie in ganz Ostfriesland in der zweiten Hälfte des 18. Jahrhunderts – auch weitere Moorkolonien angelegt, die nicht entlang eines Fehnkanals, sondern als eher ungeplante Streusiedlungen entstanden. Im Norden des heutigen Gemeindegebietes waren dies Holtermoor (besiedelt ab 1765) und Rinzeldorf nahe Potshausen (besiedelt ab etwa 1770).
Seit 1787 ist Terheide dokumentiert.
Nach der Schlacht bei Jena und Auerstedt 1806 wurde Ostfriesland und damit auch das vorliegende Gebiet in das Königreich Holland und damit in den französischen Machtbereich eingegliedert. 1810 kam es als Departement Ems-Orientale (Osterems) unmittelbar zum französischen Kaiserreich, 1813 schließlich kam es nach den Befreiungskriegen erneut kurzzeitig zu Preußen. Nach dem Wiener Kongress 1814/15 trat Preußen Ostfriesland an das Königreich Hannover ab.
In die Zeit der niederländisch-französischen Besatzung Ostfrieslands fällt eine für die Gemeindeentwicklung äußerst bedeutsame Entscheidung: 1807 wurde die Kommende Langholt auf Anordnung von Ludwig Napoleon, dem König von Holland, dem Ostfriesland zu dieser Zeit unterstand, eingezogen und so zur Staatsdomäne. Damit endeten die jahrzehntelangen Streitigkeiten zwischen der Fehnkompanie und dem Johanniterorden, die die Entwicklung des östlichen Teils des Rhauderfehns so lange behindert hatten,.

### Hannoversche Zeit und Kaiserreich (1815–1918)
Westlich des namensgebenden Geestortes Holte wurde ab 1829 Holterfehn angelegt. Wie auch die vier Jahre zuvor gegründeten Siedlungen Nordgeorgsfehn und Südgeorgsfehn in Uplengen handelt es sich um staatliche Gründungen durch die hannoversche Krone. Holterfehn ist damit die letzte nach dem Fehnkanal-Prinzip angelegte Moorsiedlung in Ostfriesland.
Der Entwicklungsschub in Ostrhauderfehn und später auch in Holterfehn lässt sich an den Einwohnerzahlen im 19. Jahrhundert ablesen. 1822 lebten in Ostrhauderfehn 149 Menschen, womit die Gemeinde nicht einmal ein Viertel der Einwohnerzahl der „Schwestergemeinde“ Westrhauderfehn umfasste, wo zu diesem Zeitpunkt bereits 674 Personen siedelten. Innerhalb eines Vierteljahrhunderts (bis 1848) stieg die Einwohnerzahl Ostrhauderfehns auf mehr als das Dreifache: 541. Im Jahre 1867 erreichte die Einwohnerzahl 909 und bis 1880 hatte sie die 1000er-Marke deutlich überschritten (1263). Ähnlich rasant verlief die Entwicklung in Holterfehn, wo die Einwohnerzahl von 305 (1848) über 699 (1867) auf 895 (1885) anstieg und in den folgenden zehn Jahren ebenfalls die 1000er-Marke überschritt (1895: 1104 Personen).

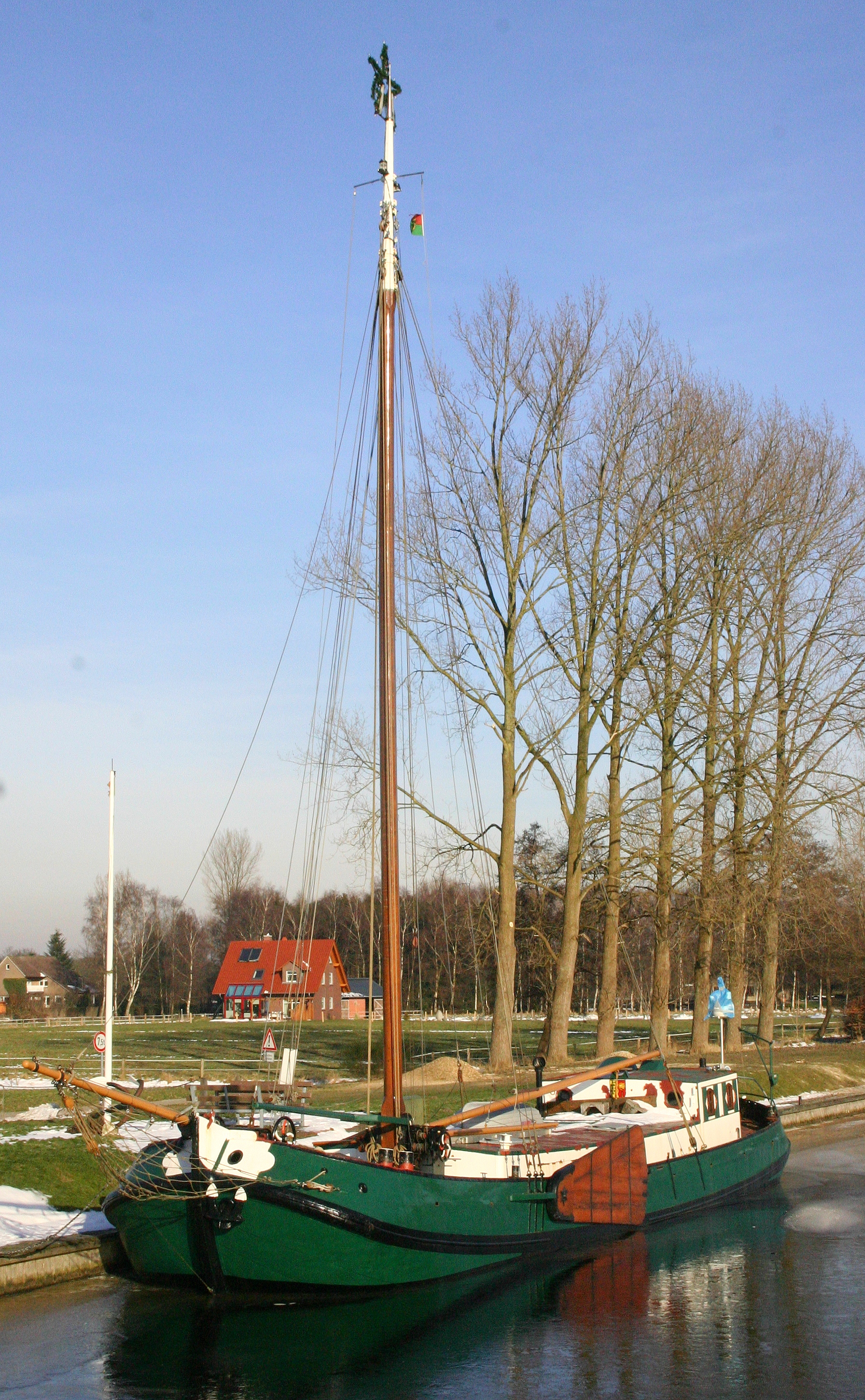
Tjalk, typischer Schiffstyp für die kleine Wattenmeerfahrt (auf diesem Bild in Ihlow)

Im 19. Jahrhundert nahm die Bedeutung der Schifffahrt für die Fehnbewohner stetig zu. Neben der Binnenschifffahrt, die im Wesentlichen aus dem Transport des Torfs in die Städte Emden und Leer sowie die umliegenden Marschgebiete bestand, wuchs auch die Bedeutung des Seeverkehrs, wobei aufgrund der Größe der Fehnkanäle bei den größeren Schiffstypen naturgemäß der tatsächliche Heimathafen nicht das Fehn sein konnte. Vielmehr lagen die Schiffe, so sie nicht unterwegs waren, in den Häfen an der Ems. Torf und Waren aller Art wurden mit Mutten oder Tjalken über den Hauptfehnkanal von oder nach Ostrhauderfehn transportiert. Gab es 1789 in West- und Ostrhauderfehn zusammen erst 52 Schiffe, von denen 41 Torfschiffe waren, so zählte man 1848 allein in Ostrhauderfehn 42 Schiffe, davon 28 Torfschiffe. Im selben Jahr waren es in Holterfehn 42 Schiffe, davon 39 Binnenschiffe. Die Zahlen stiegen im Laufe des 19. Jahrhunderts weiter an: 1882 waren in Ostrhauderfehn 102 Schiffe registriert, davon 74 Binnenschiffe, in Holterfehn waren es 44 Schiffe, davon 37 Torfschiffe. Die Hinwendung zum Seeverkehr, der sich zumeist entlang der Küsten bewegte, entstand zunächst aus der Erweiterung der Absatzgebiete des Torfs. Bei diesen Fahrten nahmen die Reeder jedoch nach und nach auch andere Waren an Bord, daraus entwickelte sich im Laufe der Jahrzehnte ein für die Fehne bedeutsames Gewerbe. Am Ende des 19. Jahrhunderts hatte die Schifffahrt mit Fehntjer Schiffen jedoch ihren Höhepunkt erreicht. Die Fehntjer konnten mit ihren hölzernen Seglern den Eisenrumpf-Schiffen auf der Hochsee nur wenig entgegensetzen und litten bei der Binnenschifffahrt unter der zunehmenden Konkurrenz der Eisenbahn. Die Fehntjer Schiffer lieferten im Wesentlichen wieder Torf in die Umgebung, allerdings auf niedrigerem Niveau als im 19. Jahrhundert, wozu auch die zunehmende Versorgung der Bevölkerung mit Kohle beitrug.
Die Schifffahrt blieb jedoch als Arbeitsmarkt weiter von hoher Bedeutung. Zuvor selbstständige Schiffer ließen sich bei Reedern in anderen Orten anheuern, namentlich in Emden und Leer, aber auch darüber hinaus. Von Bedeutung waren etwa die Emder Heringsfischerei, aber auch Reedereien im Überseeverkehr. 1871 war zu Ausbildungszwecken eine Seefahrtschule im benachbarten Westrhauderfehn gegründet worden. Bis in die 1960er Jahre rekrutierten die Schifffahrtsunternehmen viele ihrer Kapitäne, Steuerleute und Matrosen aus den Fehnsiedlungen, wo im Laufe der Jahrzehnte eine Berufstradition als Seefahrer entstanden war.
Während in Ostfriesland in den 1840er Jahren mit dem Bau von steinernen Chausseen zwischen den Städten begonnen wurde, erhielt das Ostrhauderfehntjer Gebiet erst in den Jahren 1862/1863 eine erste feste Straßenverbindung, nämlich zwischen den Ortszentren von West- und Ostrhauderfehn. Die Fehnkanäle blieben zunächst die wichtigsten Verkehrsverbindungen. Die recht kurze Straßenverbindung über das Fehntjer Meer nach Westrhauderfehn wurde in den Folgejahren zu einer geklinkerten Straße ausgebaut.

### Weimarer Republik und Nationalsozialismus
Nach der Errichtung der Emslandlager, besonders Börgermoor und Esterwegen im Sommer 1933, kam es zu Übergriffen der dort eingesetzten SS-Totenkopfverbände auch auf die Bevölkerung im südlichen Ostfriesland, wobei nicht einmal Nationalsozialisten von Attacken ausgespart blieben. Neben Übergriffen in den nahe gelegenen Städten Papenburg, Leer und Weener waren auch Dörfer der heutigen Gemeinde davon betroffen.
Nach der „Machtergreifung“ sahen sich auch Personen aus dem vorliegenden Gebiet zunehmender Verfolgung ausgesetzt. Der Leeraner Landrat Hermann Conring nahm bei der Verfolgung von politisch Andersdenkenden, besonders Kommunisten, eine aktive Rolle ein. So benannte er den Ostrhauderfehntjer Emil Pinkau in einem Schreiben, in dem er die Übersendung von Kommunisten in Konzentrationslager forderte. Pinkau blieb jedoch noch für weitere Monate im Polizeigefängnis, vermutlich, weil die Lager bereits überfüllt waren. Pinkau gehörte zu etwa dreißig sogenannten Schutzhäftlingen aus dem Landkreis Leer, die in den ersten Monaten nach der „Machtergreifung“ inhaftiert wurden. Ende Juli wurde er ins KZ Börgermoor überstellt, Anfang August auch der Ostrhauderfehntjer Jonny Dübbelde.

### Nachkriegszeit
In der unmittelbaren Nachkriegszeit war der Landkreis Leer unter den drei ostfriesischen Landkreisen am stärksten mit Ostflüchtlingen belegt, weil er – im Gegensatz zu den Landkreisen Aurich und Wittmund – nicht als Internierungsgebiet für kriegsgefangene deutsche Soldaten diente. Allerdings nahm der Landkreis Leer in der Folgezeit unter allen niedersächsischen Kreisen die meisten Personen auf, die schon in den Ostgebieten arbeits- oder berufslos waren. Auch der Anteil der über 65-Jährigen lag höher als im Durchschnitt Niedersachsens. Hingegen verzeichnete der Landkreis Leer unter allen niedersächsischen Landkreisen den geringsten Anteil an männlichen Ostflüchtlingen im Alter von 20 bis 45 Jahren.
In Ostrhauderfehn und Idafehn wurden bereits seit den frühen 1960er Jahren mehrere Fehnkanäle zugeschüttet. Dies geschah zum einen aus Kostengründen, weil die Siedlungsreihen auf beiden Seiten der Fehnkanäle nun mit nur einer Versorgungsleitung statt zuvor zwei erreicht werden konnten. Zum anderen konnten die Straßen breiter angelegt werden, um den zunehmenden Autoverkehr aufzunehmen. Allerdings verloren die Ortschaften dadurch in Teilbereichen ihren ursprünglichen Fehncharakter.
Im Zuge des von der Niedersächsischen Landesregierung aufgelegten Fehnprogramms wurden in den 1980er Jahren verschiedene Baumaßnahmen umgesetzt, um den Fehncharakter zu erhalten oder wiederherzustellen, ohne die Erfordernisse des modernen Straßenverkehrs hintanzustellen. Außerdem wurde die Schiffbarkeit des Hauptfehnkanals verbessert.

### Eingemeindungen
Bereits am 1. Mai 1970 schloss sich die Gemeinde Holtermoor (mit dem Ortsteil Holterfehn) auf freiwilliger Basis mit der Gemeinde Ostrhauderfehn zusammen. Am 1. Januar 1973 wurden die Gemeinde Potshausen und große Teile der aufgelösten Gemeinde Langholt (östlicher Teil) eingegliedert. Das Gesetz zur Neugliederung der Gemeinden im Raum Vechta/Cloppenburg rundete die Entstehung der Gemeinde Ostrhauderfehn mit der Eingliederung des aus der Gemeinde Strücklingen, Landkreis Cloppenburg, stammenden Ortes Idafehn am 1. März 1974 ab. Dabei handelt es sich um eine von zwei größeren Gebietskorrekturen im Zuge der Gemeindereform, bei denen ostfriesische bzw. oldenburgische Orte in die jeweils andere historische Region „überwechselten“, das andere Beispiel ist die bis dahin zum Landkreis Wittmund und seither zum Landkreis Friesland gehörende Gemeinde Neustadtgödens. Im Falle Idafehns ist jedoch zu berücksichtigen, dass der Ort im Wesentlichen von Rhauderfehntjern besiedelt wurde. Die Einwohner orientierten sich schon aufgrund der geografischen Nähe von Anbeginn stärker nach Ostrhauderfehn als nach Strücklingen. Mit einer Grenzkorrektur zwischen den Gemeinden Ostrhauderfehn und Saterland (Landkreis Cloppenburg) im Bereich der Bauerschaft Ubbehausen fand die Bildung der Gemeinde Ostrhauderfehn am 1. Juli 1977 ihren Abschluss.

### Einwohnerentwicklung
Bei den Angaben zu den Jahren 1961 und 1970 handelt es sich um die jeweiligen Volkszählungsergebnisse einschließlich der später eingemeindeten Orte.

Einwohnerentwicklung von Ostrhauderfehn 1961 bis 2017

| Jahr | Einwohner |
| ---- | --------- |
| 1961 | 5.886     |
| 1970 | 6.993     |
| 1975 | 7.321     |
| 1980 | 7.580     |
| 1985 | 8.162     |
| 1990 | 8.367     |
| 1995 | 9.520     |
| 2000 | 10.448    |
| 2001 | 10.722    |
| 2002 | 10.996    |

| Jahr | Einwohner |
| ---- | --------- |
| 2003 | 11.035    |
| 2004 | 11.086    |
| 2005 | 11.069    |
| 2006 | 11.068    |
| 2007 | 11.069    |
| 2010 | 10.658    |
| 2015 | 11.032    |
| 2016 | 11.086    |
| 2017 | 11.198    |

### Entwicklung des Gemeindenamens
Der Grundbestandteil des Namens Ostrhauderfehn geht auf das alte Geestdorf Rhaude in der Nachbargemeinde Rhauderfehn zurück. Rhaude wurde möglicherweise bereits in den Werdener Urbaren erstmals urkundlich erwähnt, und zwar als Renuuidu. In den Urbaren sind viele der ältesten ostfriesischen Ortsnamen verzeichnet. Ein Nachweis, ob Renuuidu mit Rhaude übereinstimmt, steht allerdings noch aus. Entstanden ist der Ortsname aus dem altfriesischen Rath-widu oder Roth-widu, was mit Rodungswald übersetzt wird und auf die im Mittelalter noch weitläufigen Wälder auf der Geest hinweist.
Die Endung -fehn verweist darauf, dass es sich bei Ostrhauderfehn um eine Moorsiedlung handelt. In niederdeutschen Urkunden aus dem 15. Jahrhundert bedeutet das Wort Fehn (oder Veen, wie im Niederländischen) zunächst einmal nur „Siedlung im Moor“. Erst nach Anlegung von Großefehn (1633) bekam das Wort in Ostfriesland eine weitere, konkretere Bedeutung als terminus technicus für eine Moorsiedlung, die entlang eines eigens dazu ausgegrabenen Kanals, eines Fehnkanals, angelegt wurde. Gleichwohl gab es auch in der Folgezeit Moorsiedlungen, die nicht entlang eines Fehnkanals angelegt wurden und trotzdem die Namensendung -fehn tragen. Im Allgemeinen wird unter einem Fehn in der heutigen Wissenschaft dennoch eine Moorkolonie entlang eines Kanals verstanden. Zur genaueren Unterscheidung wird in der Literatur aber zuweilen auch zwischen „echten“ (mit Fehnkanal) und „unechten“ Fehnen (ohne Kanal) unterschieden. Im vorliegenden Fall handelt es sich um eine „echte“ Fehnsiedlung.
Nach der Gründung des Rhauderfehns im Jahre 1769 wurde der östliche Teil in der Folgezeit Rhauder Osterfehn genannt und als solches 1824 vom ostfriesischen Historiker Fridrich Arends in der Erdbeschreibung des Fürstenthums Ostfriesland und des Harlingerlandes schriftlich festgehalten. 1871 wird Ostrhauderfehn erstmals in der heutigen Schreibweise verwendet. Im lokalen Plattdeutsch hingegen ist noch stets vereinfachend vom Osterfehn (mit lang gesprochenem „o“) die Rede.

## Politik
Die Gemeinde Ostrhauderfehn ist – wie Ostfriesland in seiner Gesamtheit – seit Jahrzehnten eine Hochburg der SPD. Bei Bundes- und Landtagswahlen errangen die Sozialdemokraten fast ausschließlich die Mehrheit der Stimmen, und auch im Gemeinderat stellen sie die stärkste Fraktion.
Bei der Bundestagswahl 1949 holte die SPD in den Ortsteilen Ostrhauderfehn und Holtermoor/Holterfehn die Mehrheit, im letztgenannten Ortsteil sogar die absolute. In den Ortsteilen Potshausen und Langholt hingegen war es die CDU, die sich mehr als 50 Prozent der Stimmen sicherte. Aufgrund des klaren Bevölkerungsschwerpunktes im Kernort sowie Holtermoor/Holterfehn ergab sich auf die heutige Gemeindeebene hochgerechnet jedoch ein klarer Sieg der SPD. Bei der Wahl vier Jahre darauf, die der CDU in ganz Ostfriesland erhebliche Zugewinne brachte, kamen die Sozialdemokraten nur noch in Ostrhauderfehn auf eine relative Mehrheit, in den anderen drei Ortsteilen gewann die CDU mit relativer (Holtermoor/Holterfehn) bzw. absoluter Mehrheit. Bei der Wahl 1969 stellten sich die Verhältnisse von 1949 erneut ein, und die „Willy-Brandt-Wahl“ 1972 brachte den Sozialdemokraten nicht nur in Ostfriesland im Allgemeinen, sondern auch in der heutigen Gemeinde im Speziellen neue Rekordergebnisse, im Kernort sowie in Holtermoor/Holterfehn lagen sie jenseits der 60 Prozent. Bei den Bundestagswahlen 2005 und 2009 lagen ebenfalls die Sozialdemokraten vor den Christdemokraten. Andere Parteien haben bei Bundes- und Landtagswahlen keine herausragende Rolle gespielt. Auf kommunaler Ebene allerdings ist eine Unabhängige Wählergemeinschaft mittlerweile zweitstärkste Kraft.

### Gemeinderat
Der Gemeinderat der Gemeinde Ostrhauderfehn besteht aus 28 Ratsfrauen und Ratsherren. Dies ist die festgelegte Anzahl für eine Gemeinde mit einer Einwohnerzahl zwischen 11.001 und 12.000 Einwohnern. Die 28 Ratsmitglieder werden durch eine Kommunalwahl für jeweils fünf Jahre gewählt. Die aktuelle Amtszeit begann am 1. November 2021 und endet am 31. Oktober 2026.
Stimmberechtigt im Rat der Stadt ist außerdem der hauptamtliche Bürgermeister Günter Harders.
Nach den Ergebnissen der niedersächsischen Kommunalwahl vom 12. September 2021 ergab sich folgende Sitzverteilung im Gemeinderat:
| Partei                | Anteilige Stimmen | Anzahl Sitze | Veränderung Stimmen | Veränderung Sitze |
| --------------------- | ----------------- | ------------ | ------------------- | ----------------- |
| SPD                   | 33,0 %            | 9            | −7,8 %              | −2                |
| UWG                   | 28,2 %            | 8            | +3,7 %              | +2                |
| CDU                   | 26,4 %            | 8            | +4,7 %              | +2                |
| Bündnis 90/Die Grünen | 11,1 %            | 3            | +2,5 %              | +1                |
| Siegfried Tanculski   | 1,3 %             | 0            | +1,3 %              | 0                 |

Die Wahlbeteiligung bei der Kommunalwahl 2021 lag mit 55,9 % leicht unter dem niedersächsischen Durchschnitt von 57,1 Prozent.

### Bürgermeister
Hauptamtlicher Bürgermeister der Gemeinde Ostrhauderfehn ist seit dem 1. November 2006 der parteilose Günter Harders. Bei der letzten Bürgermeisterwahl am 12. September 2021 wurde er als Amtsinhaber mit 79,87 % der Stimmen wiedergewählt. Er hatte keinen Gegenkandidaten. Die Wahlbeteiligung lag bei 55,9 %. Harders tritt seine weitere Amtszeit am 1. November 2021 an.
Seit Bildung der Gemeinde Ostrhauderfehn 1973 ist Harders der fünfte Bürgermeister. Seine Vorgänger waren Jan Zuidema (bis 1981), Wilhelm Pfeiffer (bis 1986), Alfred Pistoor (bis 2001) und Wiard Amelsberg (bis 2006). Von diesen fungierten die drei erstgenannten im Rahmen der damaligen Norddeutschen Ratsverfassung als ehrenamtliche Bürgermeister. Amelsberg war der erste hauptamtliche, direkt von den Einwohnern gewählte Bürgermeister.

### Vertreter im Land- und Bundestag
Ostrhauderfehn gehört zum Wahlkreis Leer. Er umfasst die Stadt Leer, die Gemeinden Ostrhauderfehn, Rhauderfehn, Uplengen und die Samtgemeinden Hesel und Jümme. Bei der letzten Landtagswahl in Niedersachsen vom 9. Oktober 2022 gewann Ulf Thiele (CDU) das Direktmandat mit 35,7 % der Stimmen. Er ist damit zum fünften Mal in Folge direkt gewählt worden.
Die Gemeinde Ostrhauderfehn gehört zum Bundestagswahlkreis Unterems (Wahlkreis 25), der aus dem Landkreis Leer und dem nördlichen Teil des Landkreises Emsland besteht. Der Wahlkreis wurde zur Bundestagswahl 1980 neu zugeschnitten und ist seitdem unverändert. Bislang setzten sich in diesem Wahlkreis ausschließlich CDU-Kandidaten durch. Bei der Bundestagswahl 2025 wurde die CDU-Abgeordnete Gitta Connemann aus Leer erneut direkt gewählt. Über Listenplätze der Parteien zogen Anja Troff-Schaffarzyk (SPD) und Martina Uhr (AfD) aus dem Wahlkreis in den Bundestag ein.

### Wappen
| Wappen von Ostrhauderfehn | Blasonierung: „Unter blauem Schildhaupt, darin ein goldener (gelber) Moorspaten, in Gold (Gelb) ein rotes einmastiges Schiff mit roten Segeln, schwarzem Steuer und schwarzen Aufbauten über gesenktem blauen Wellenbalken.“ |
| Wappen von Ostrhauderfehn | Wappenbegründung: Das von Ebo Pannenborg entworfene Wappen wurde am 1. Juli 1975 vom Regierungspräsidenten in Aurich verliehen. Bis in die 1860er Jahre war die Haupterwerbsquelle der Bewohner Ostrhauderfehns die Torferzeugung. Der Torf wurde mit einem Spaten, einem sogenannten Bunkspaten oder Jager, abgetorft. Der Torf wurde auf kleinere Schiffe, die Tjalks, verladen und auf Kanälen seinem Bestimmungsort zugeführt. Aus dieser Tätigkeit erwuchs im Laufe der Jahrzehnte ein weiterer wichtiger Erwerbszweig der Fehntjer, die kleine und große Schifffahrt. Das Wappen symbolisiert sowohl den Torfabbau als auch die Schifffahrt, die blaue Welle verweist auf die Fehnkanäle als Transportweg. |

### Flagge
|  | 00Hissflagge: „Die Flagge ist rot-gelb geteilt mit dem aufgelegten Wappen in der Mitte.“ |

## Religion

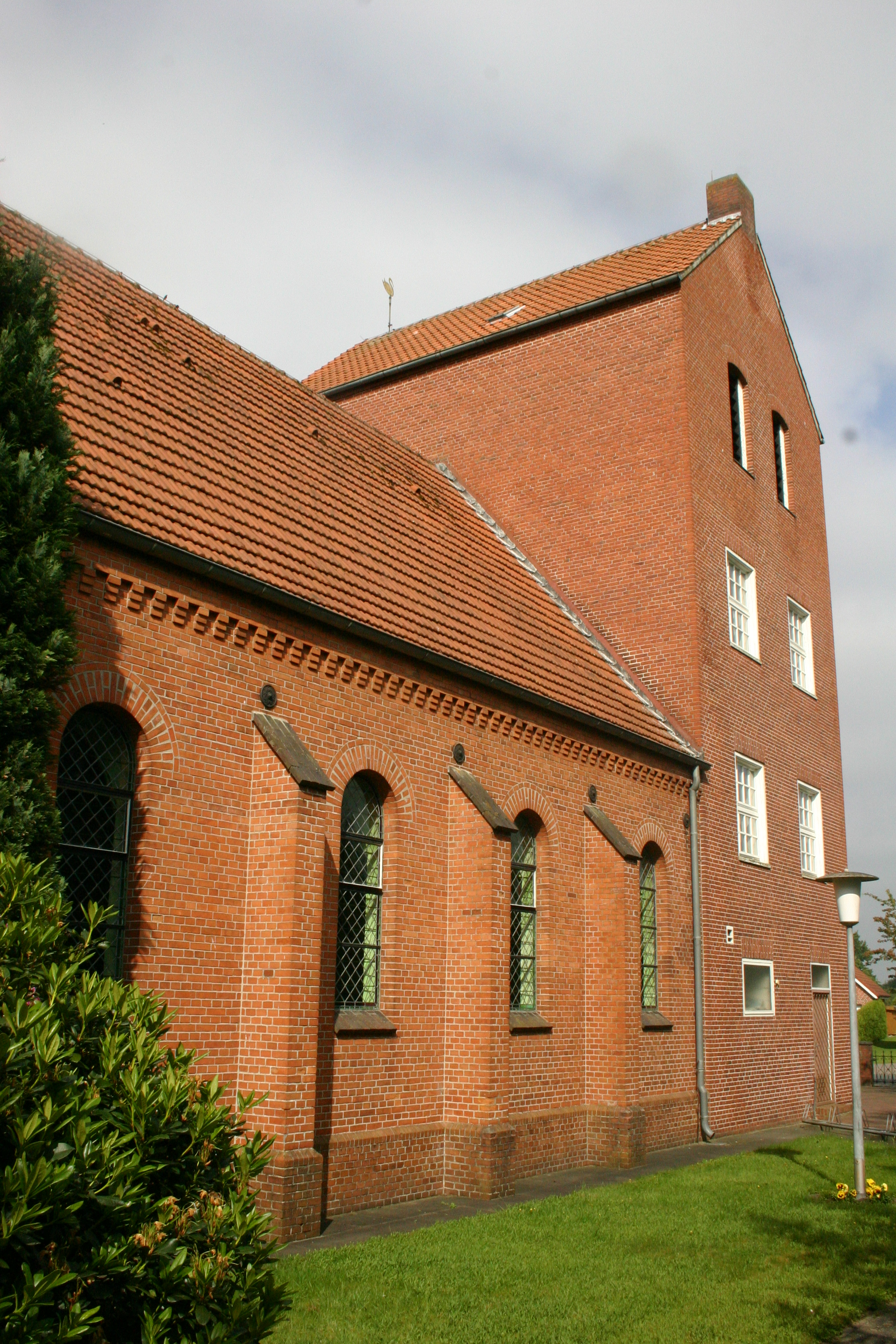
Trinitatiskirche Langholt

Ostrhauderfehn ist wie ganz Ostfriesland protestantisch geprägt und liegt im lutherischen Teil Ostfrieslands. Während die Evangelisch-lutherische Kirchengemeinde zu Idafehn der Oldenburgischen Landeskirche angehört, da der Ortsteil erst 1974 nach Ostrhauderfehn eingemeindet wurde, gehören die anderen drei Gemeinden der Hannoverschen Landeskirche an.
Es sind dies die Evangelisch-lutherische Kirchengemeinde Ostrhauderfehn mit der Petruskirche in Ostrhauderfehn und der Martin-Luther-Kirche in Holterfehn, die Evangelisch-lutherische Kirchengemeinde St. Martin in Potshausen und die Evangelisch-lutherische Trinitatiskirchengemeinde Langholt. Die drei Kirchengemeinden gehören dem Kirchenkreis Rhauderfehn an, der insgesamt 18 Gemeinden umfasst. Der Kirchenkreis deckt das Overledingerland ab, hinzu kommen die Gemeinden in Filsum und Detern (Samtgemeinde Jümme) und die drei Uplengener Gemeinden in Hollen, Remels und Ockenhausen. Im Gebiet des gesamten Kirchenkreises Rhauderfehn gehören 80 Prozent der Bevölkerung der evangelisch-lutherischen Kirche an. In Ostrhauderfehn liegt diese Zahl darunter.
Seit 2006 gibt es eine Evangelisch-Freikirchliche Baptistengemeinde in Ostrhauderfehn. Sie entstand aus einem zunächst nur kleinen Kreis von Gläubigen und ist seither eine selbstständige Gemeinde.
Unmittelbar östlich und südlich Ostrhauderfehns verläuft eine recht stark ausgeprägte Konfessionsgrenze zum überwiegend katholischen Oldenburger Münsterland und zum Emsland. Obwohl Ostrhauderfehn wie auch die „Schwestergemeinde“ Rhauderfehn einen für Ostfriesland klar überdurchschnittlichen Anteil von Katholiken an der Gesamtbevölkerung aufweisen, was auf den Zuzug von Kolonisten aus den süd(öst)lich gelegenen Regionen Emsland und Oldenburger Münsterland zurückzuführen ist, gibt es im Gemeindegebiet keine katholische Gemeinde. Die nächstgelegene ist die Bonifatiusgemeinde im Rhauderfehntjer Teil des Ortes Langholt, in die Ostrhauderfehntjer Katholiken ebenso eingepfarrt sind wie in die Kirchengemeinde St. Georg in Strücklingen.
Eine Übersicht der Gemeindeverwaltung aus dem Jahre 2007 zeigt die folgende Religionszugehörigkeit der seinerzeit 10.623 Einwohner an: 6447 Einwohner (60,68 Prozent) gehörten demnach der ev.-luth. Kirche an, weitere 260 (2,45 Prozent) waren evangelisch-reformiert. Römisch-katholisch waren 2106 Einwohner (19,82 Prozent), die restlichen 1810 Einwohner (17,04 Prozent) gehörten entweder anderen Religionen an oder waren konfessionslos.
In Ostfriesland einzigartig ist das Evangelische Bildungszentrum Ostfriesland, vormals Ostfriesische evangelische Landvolkshochschule, im Ortsteil Potshausen. Sie wurde 1955 von Pastor Herbert Werkmeister ins Leben gerufen und sollte vor allem jungen Landwirten und Landfrauen Weiterbildungsmöglichkeiten bieten. Das Bildungszentrum wendet sich an ein breites Publikum und verfügt über Unterkunftsräume für bis zu 100 Personen, sechs Seminarräume und einen Saal für bis zu 200 Personen. Die Volkshochschule ist mit der Kirchengemeinde Potshausen eng verbunden, der theologische Leiter der Schule zugleich der Gemeindepastor. Neben der Möglichkeit, den Haupt- oder Realschulabschluss nachzuholen, bietet das Bildungszentrum die für eine Volkshochschule üblichen Bildungsangebote, jedoch explizit auf der Grundlage eines christlichen Weltbilds.

## Kultur und Sehenswürdigkeiten

### Bauwerke und Museen

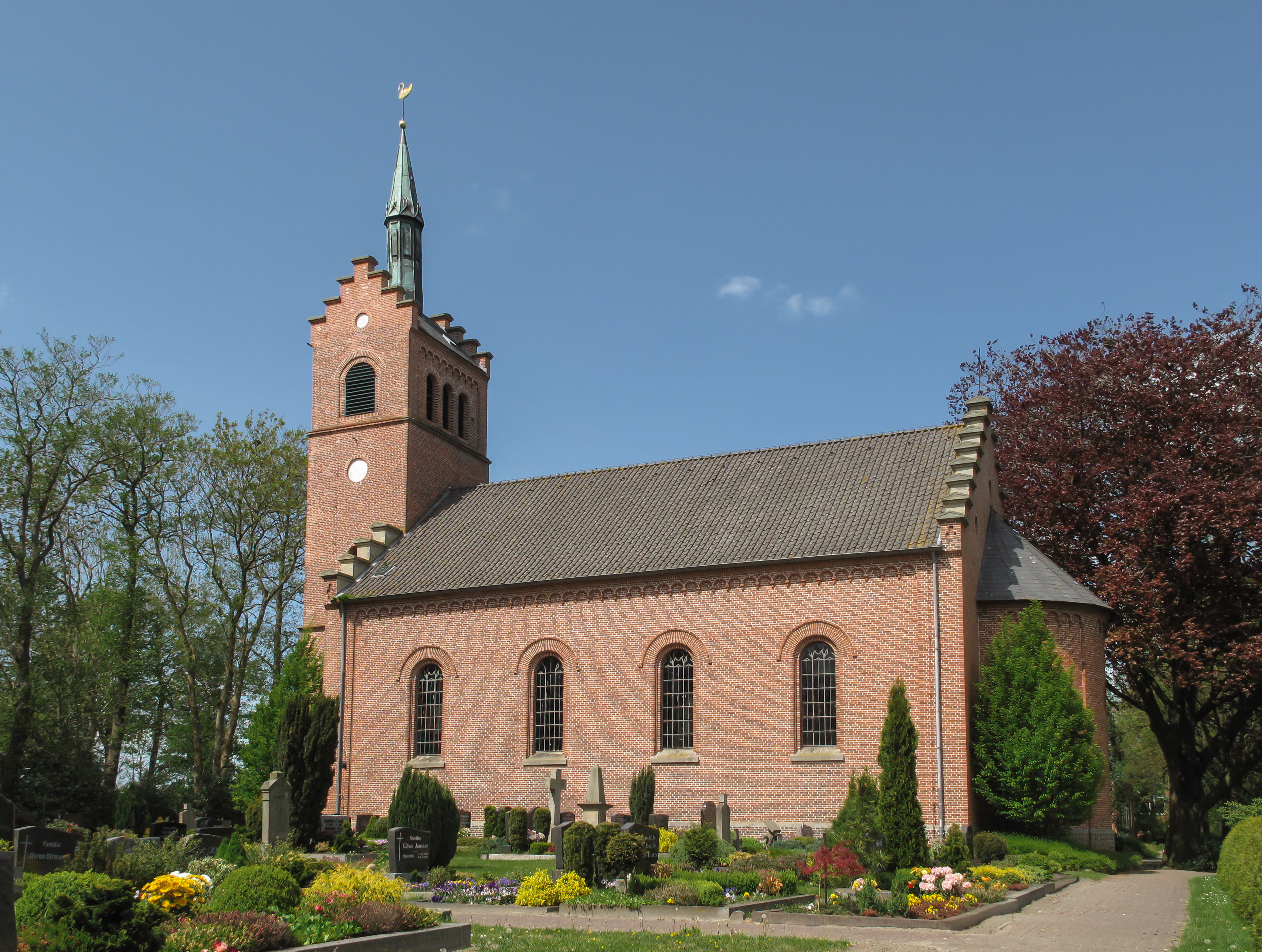
Sankt-Martin-Kirche Potshausen

Im Gegensatz zu vielen anderen ostfriesischen Gemeinden verfügt Ostrhauderfehn nicht (mehr) über mittelalterliche Kirchenbauten. Die Kirche in Potshausen wurde 1409 zerstört und später wiederaufgebaut, musste aber im 19. Jahrhundert einem Neubau weichen, da sie zu klein geworden war. Das Gotteshaus in Langholt brannte 1690 ab. In den folgenden fast drei Jahrhunderten war der Ort nach Rhaude eingepfarrt und erlangte erst 1899 wieder seine Selbstständigkeit. In beiden Orten sind daher nur Kirchen aus den Jahren 1865 bzw. 1901 erhalten. Im Hauptort Ostrhauderfehn wurde die erste Kirche 1896 errichtet.

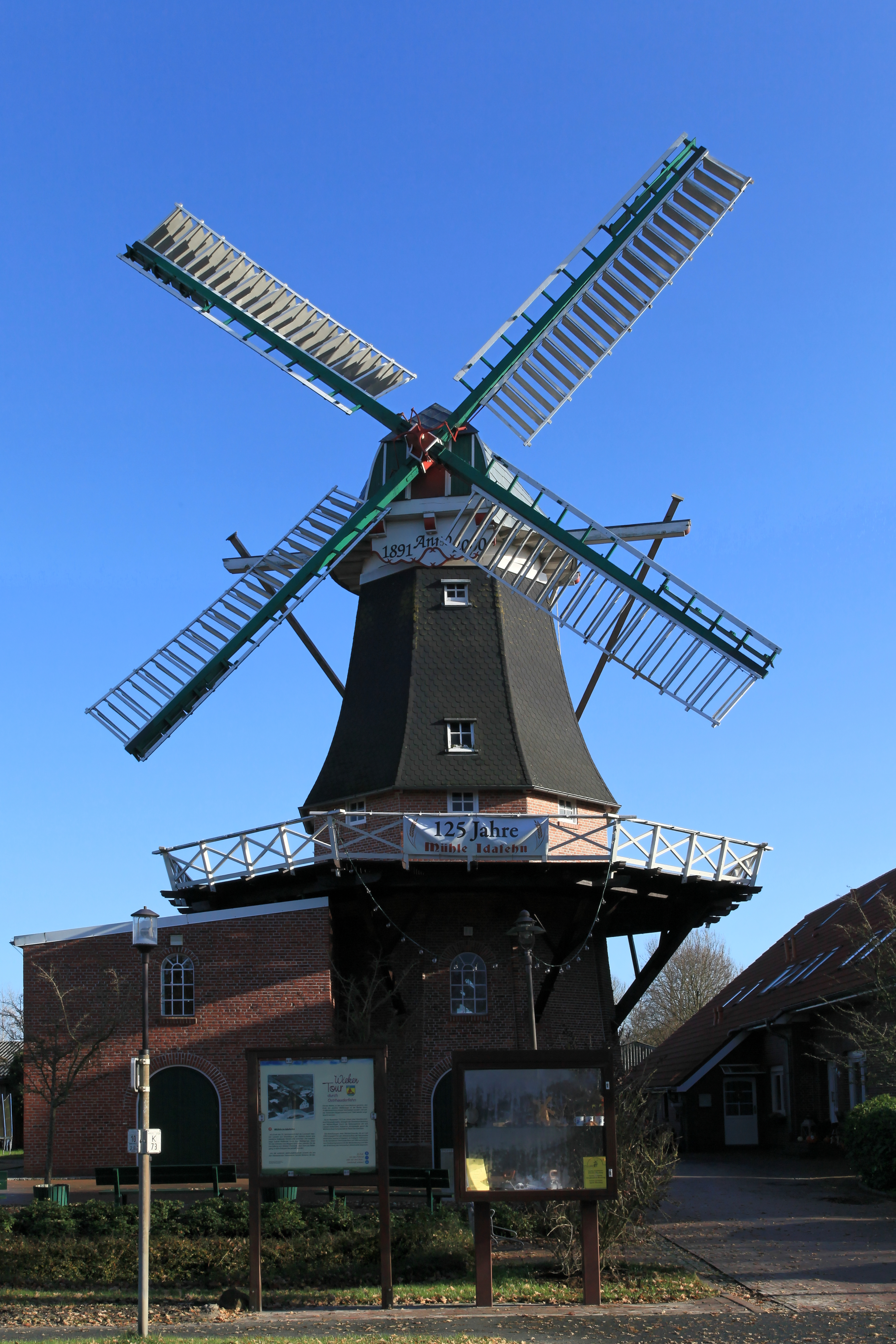
Windmühle Idafehn

In Idafehn gibt es eine Windmühle, wobei es sich – wie zumeist in Ostfriesland – um einen Galerieholländer handelt. Es ist die einzige erhaltene Windmühle in der Gemeinde. Der Landwirt Heinrich Lanwer aus Strücklingen erbaute sie 1891. Neben der Mühle finden sich ein Müllerhaus und eine Bäckerei. Technisch funktionsfähig sind zwei Mahlgänge und ein Peldegang. Nachdem die Mühle durch den Orkan Quimburga Mitte November 1972 schwer beschädigt wurde – nur der Stumpf blieb übrig – und sie über fast zwei Jahrzehnte eine Ruine war, wurde sie ab 1999 unter der Regie der Gemeinde wieder aufgebaut. Die Mühle ist ein Versammlungsraum für die örtlichen Vereine und dient darüber hinaus als Ort für Hochzeiten. Sie kann besichtigt werden, Info-Tafeln erläutern ihre frühere Funktion.
Entlang der Fehnkanäle standen in früheren Jahrhunderten in großer Zahl Kolonistenhäuser der Moorsiedler. Dabei handelte es sich zumeist um eingeschossige, geduckte Bauten, die in Reihe entlang der Kanäle errichtet wurden. An der 1. Südwieke im Kernort wurde in den Jahren 1991 bis 1993 unter Nutzung eines möglichst großes Teils der vorhandenen Bausubstanz ein altes Fehnhaus renoviert, das seitdem für kulturelle Veranstaltungen, Ausstellungen und Empfänge genutzt wird. Dazu dient in erster Linie das größere „Achterhuus“ (Hinterhaus), in dem früher Tiere und Gerätschaften untergebracht waren.
In Ostrhauderfehn gibt es darüber hinaus eine Anzahl von historischen Gulfhöfen, die zumeist noch landwirtschaftlich genutzt werden. Unter der Regie der Gemeindeverwaltung wurde dagegen das Stapelfeld’sche Gulfhaus am Leda-Jümme-Weg in Ostrhauderfehn wieder instand gesetzt. Sowohl das Stallgebäude als auch das Hinterhaus wurden erneuert. Der im Zuge der Umbauten entstandene Raum wird für kulturelle Veranstaltungen und für den Fremdenverkehr genutzt. Eine landwirtschaftliche Ausstellung ist hingegen noch in der Planung, ohne bislang umgesetzt worden zu sein.
Im Ortsteil Potshausen befindet sich die Schmiede des Schmieds Folkert Kramer aus dem Jahr 1890, die bis Ende der 1970er Jahre in Betrieb war. In den Folgejahren wurde sie renoviert und dient seitdem der Landvolkshochschule als zusätzlicher Raum in historischem Ambiente.
Zu den technischen Bauwerken zählt ebenfalls die Schleuse im Hauptfehnkanal, die bis zur Mitte des 20. Jahrhunderts den tideunabhängigen Bootsverkehr auf den Fehnkanälen sicherstellte. Nachdem sie in der Folgezeit wegen des völligen Zusammenbruchs der Torf- und sonstigen Schifffahrt ihre Funktion verloren hatte, gestatteten Mittel des von der Landesregierung aufgelegten Fehnprogramms den Wiederaufbau. Die Schleuse wurde ab Ende der 1980er Jahre renoviert und 1991 wieder eingeweiht. Sie ist 55 m lang, hat eine Durchfahrtsbreite von 5,4 m und ist mit zwei Flut- und Ebbetorpaaren ausgestattet. Seither sind wieder Bootsfahrten von der Ems und Leda bis ins Zentrum von Ostrhauderfehn möglich.

### Regelmäßige Veranstaltungen
Alljährlich im April organisieren der Wassersportverein, die Schippergilde und der Schifferverein zusammen mit dem Heimat-, Gewerbe- und Verkehrsverein das Hafenfest am Kanalhafen in Ostrhauderfehn. Die Veranstaltung mit Volksfestcharakter dient auch der Erinnerung an die frühere Schifffahrtstradition der Fehnbevölkerung. In der Schippergilde und im Schifferverein haben sich Freunde der Seefahrt zusammengeschlossen. Ebenfalls im April gibt es eine Kulturwoche im Rathaus namens Kulturwoche „Open-Dören-Rathuus“ (Rathaus der offenen Tür) mit Kunstausstellungen etc. Jedes Jahr am zweiten Augustwochenende findet das überregional bekannte Volks- und Schützenfest Ostrhauderfehn statt. Der Schützenverein Ostrhauderfehn e. V. als Organisator veranstaltet neben dem großen Schützenumzug, diverse Veranstaltungen im Festzelt. Im September veranstaltet die Gemeinde ein Reisemobiltreffen, zu dem viele Reisemobilisten von außerhalb anreisen, im Oktober folgt ein seit 1984 stattfindendes Straßenfest auf der Bundesstraße.

### Sport
Neben Universalsportvereinen gibt es in Ostrhauderfehn auch eine Reihe von Sportvereinen, die sich einer speziellen Sportart verschrieben haben. Zu den Universalsportvereinen zählen TSV Ostrhauderfehn und SV Potshausen. Schießsport wird in den Schützenvereinen Eiche Idafehn, Langholt, Ostrhauderfehn und Holterfehn sowie im Bogensportclub von der Roten Riede (Ostrhauderfehn) betrieben. Der Wassersportverein Ostrhauderfehn und der Tauchclub Ostrhauderfehn sowie die lokale DLRG-Ortsgruppe bieten Sportarten rund ums Wasser an. Daneben gibt es in der Gemeinde den größten Tennisverein im Overledingerland, den Tennisverein Ostrhauderfehn-Idafehn e. V.(TVOI) mit über 190 aktiven Mitgliedern. Über die Fehntjer Tennis Academy wird modernes Tennistraining für alle Altersklassen und Spielstärken angeboten. Im Gegensatz zu den meisten anderen ostfriesischen Kommunen gibt es in der Gemeinde keinen Verein für die Friesensportarten Boßeln und Klootschießen.
Neben Sportplätzen bei den Universalsportvereinen, Turn- und Sporthallen an den Schulen sowie einem Lehrschwimmbecken an der Grundschule Holtermoor befand sich im Ortsteil Langholt auch ein Freibad, das seit 2009 wegen Baufälligkeit geschlossen und im Sommer 2013 abgerissen wurde. Bademöglichkeiten finden sich sommers am Idasee. Der Tennisclub verfügt darüber hinaus über eine entsprechende Anlage.

### Sprache

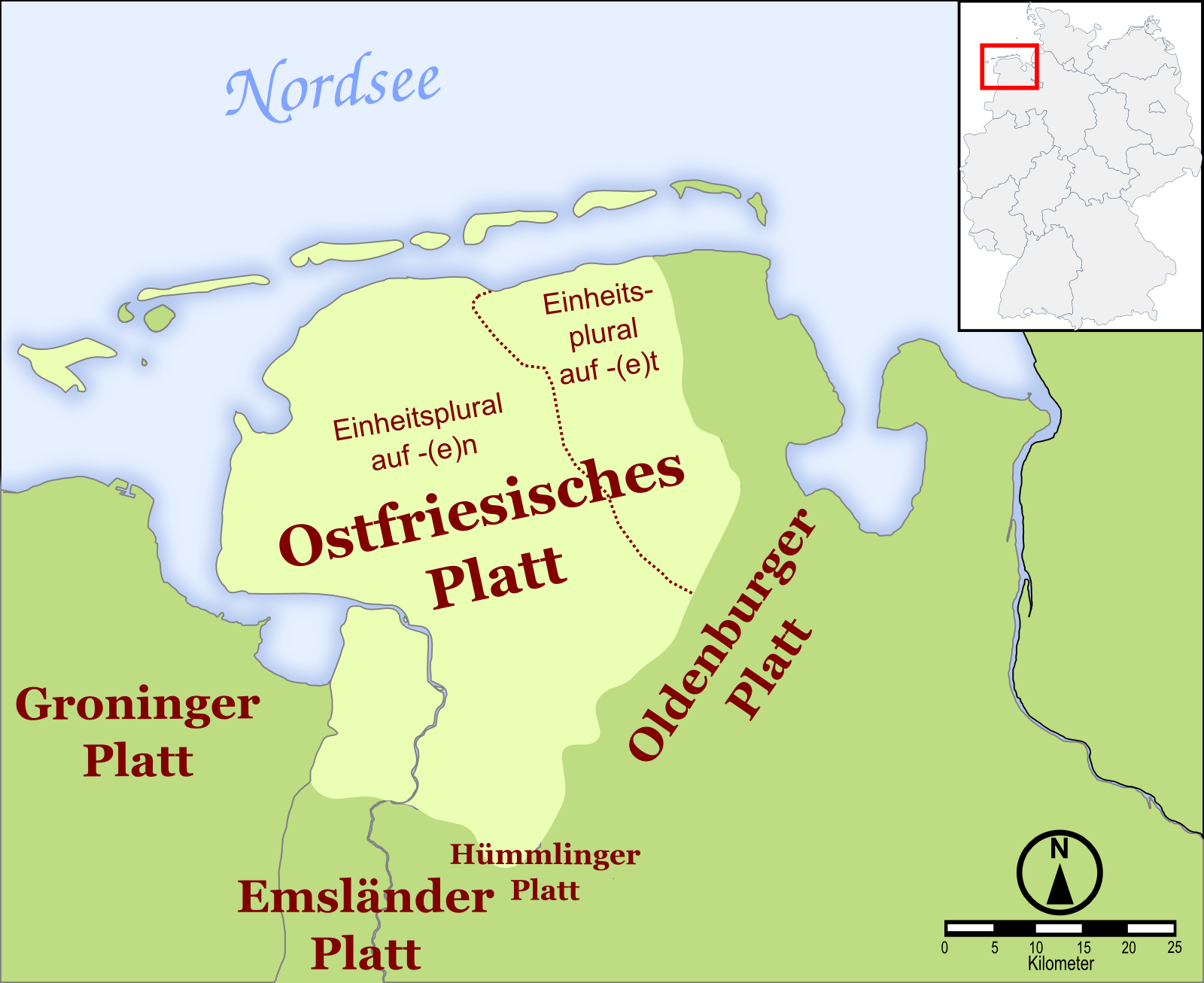
Verbreitung des Ostfriesischen Platt

In der Gemeinde wird neben Hochdeutsch auch Ostfriesisches Platt gesprochen. Zumindest unter Erwachsenen ist Platt durchaus Alltagssprache. Die Gemeinde fördert – auch mit Unterstützung des Plattdütskbüros der Ostfriesischen Landschaft – den Gebrauch und damit den Erhalt des Plattdeutschen. So werden die Bürger ausdrücklich ermuntert, bei Erledigungen im Rathaus Platt zu sprechen. Die Aufforderung, Platt zu verwenden, findet sich bereits im Grußwort des Bürgermeisters auf der Gemeinde-Homepage.
Die Gemeinde Ostrhauderfehn hat einen ehrenamtlichen Plattdeutsch-Beauftragten, der das Amt neben seiner Tätigkeit in der Verwaltung ausübt. Der Gemeinderat hat in seiner Sitzung am 25. September 2008 einstimmig beschlossen, einen Beauftragten zu benennen. Nur zwei Monate zuvor hatte die Ostfriesische Landschaft eine entsprechende Bitte an alle Behörden in Ostfriesland formuliert. Ostrhauderfehn gehörte damit zu den ersten Gemeinden, die einen Plattdeutsch-Beauftragten ernannte. Umrissen wird der Aufgabenbereich des Beauftragten mit den Stichworten „Vörsörgen, Stön geven, umsetten“ (Vorsorgen, unterstützen, umsetzen). Zum Bereich Vorsorge gehört es, sicherzustellen, dass eine ausreichende Zahl von Rathaus-Mitarbeitern Platt spricht. Unterstützend tätig wird der Beauftragte als zentrale Anlaufstelle in Ostrhauderfehn für alle Fragen rund um die Regionalsprache. Umgesetzt werden soll damit die Europäische Charta der Regional- oder Minderheitensprachen, in der Plattdeutsch seit 1999 anerkannt ist.

## Wirtschaft und Infrastruktur
Die Wirtschaft in der Gemeinde wird in erster Linie von mittelständischen Betrieben geprägt. Daneben spielen Landwirtschaft und Tourismus eine gewisse Rolle. Ostrhauderfehn ist insgesamt jedoch eine Auspendler-Gemeinde. 1733 Einpendlern stehen 3407 Fehntjer gegenüber, die ihren Lebensunterhalt jenseits der Gemeindegrenzen verdienen. In Ostrhauderfehn gibt es 4352 sozialversicherungspflichtig beschäftigte Einwohner, jedoch nur 2680 sozialversicherungspflichtige Arbeitsplätze (Stand: 30. Juni 2022). Von den abhängig Beschäftigten waren zwei Prozent im Landwirtschaftssektor tätig, 29 Prozent im produzierenden Gewerbe, 26 Prozent im Bereich Handel, Gastgewerbe und Verkehr sowie 43 Prozent im sonstigen Dienstleistungssektor.
Der eher geringe Arbeitsplatzbesatz macht sich auch in den Steuereinnahmen der Gemeinde bemerkbar: Mit Netto-Gewerbesteuereinnahmen von 122,62 Euro pro Kopf im Jahr 2010 erreichte Ostrhauderfehn lediglich 42 Prozent des niedersächsischen Landesdurchschnitts. Der Gemeindeanteil an Einkommensteuer im Jahr 2009 betrug 152,41 Euro pro Kopf und lag damit bei 59 Prozent des Landesdurchschnitts.
Daten zur Arbeitslosigkeit in der Samtgemeinde selbst werden nicht erhoben. Im Geschäftsbereich Leer der Agentur für Arbeit, der den Landkreis Leer ohne Borkum umfasst, lag die Arbeitslosenquote im Oktober 2024 bei 5,7 Prozent. Sie lag damit 0,1 Prozentpunkte unter dem niedersächsischen Durchschnitt von 5,8 Prozent.

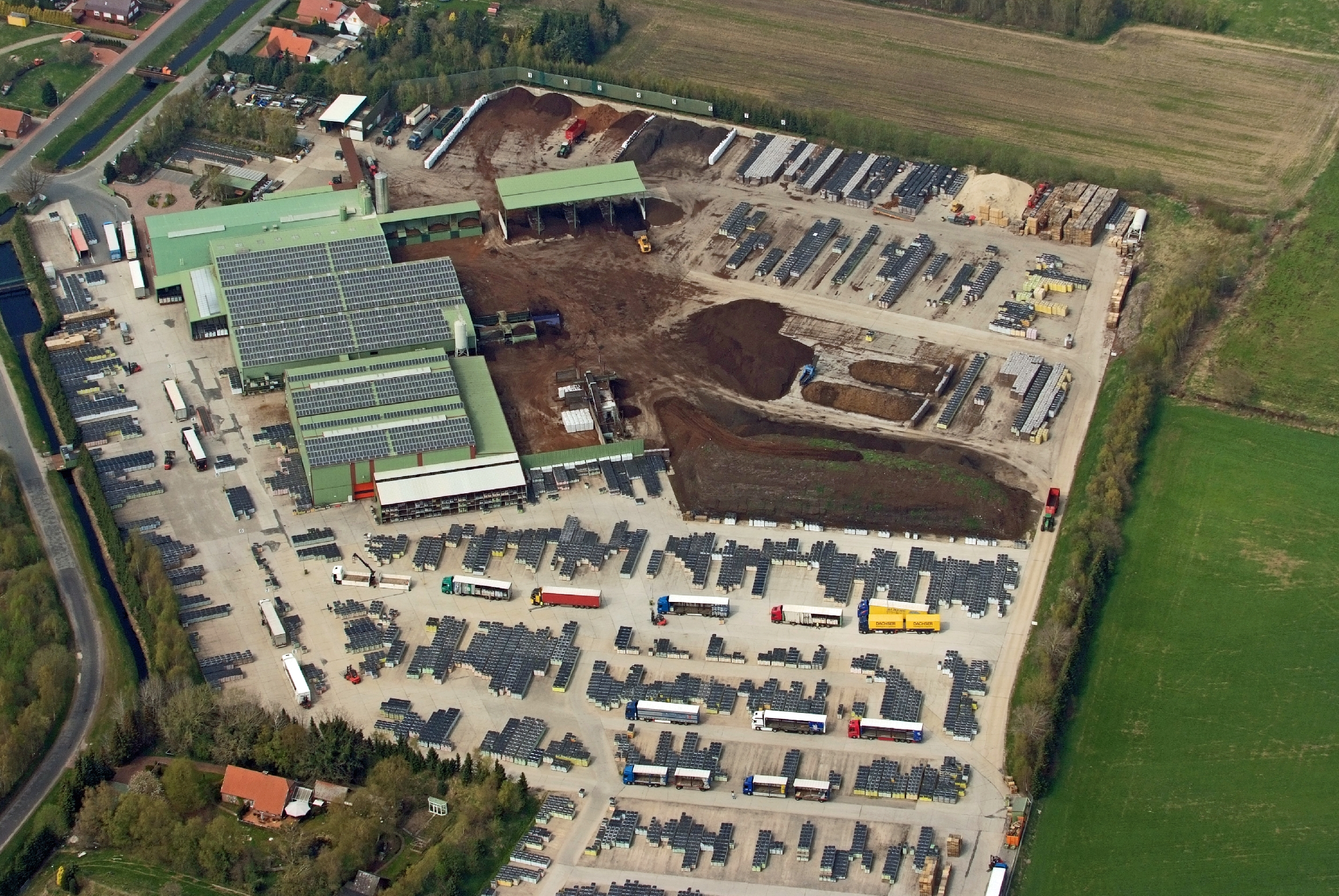
Strenge Erden- und Kompostwerk

In der Gemeinde gibt es ein großflächiges Gewerbegebiet nördlich und südlich der Bundesstraße im Kernort Ostrhauderfehn. Um ortsansässigen Betrieben Entwicklungsmöglichkeiten zu bieten und um Betriebe von außerhalb in die Gemeinde zu holen, wurde in den späten 1970er Jahren die Planung für dieses Gewerbegebiet vorangetrieben. Der erste Betrieb siedelte sich 1978 nördlich der Bundesstraße an. Erweiterungen folgten in den 1986 nördlich der Bundesstraße und 1996 erstmals auch südlich der Hauptverkehrsstraße. Die jüngste Erweiterung, ebenfalls im Süden, geschah 2007. Seither umfasst das gesamte Gewerbegebiet 50 Hektar, in denen sich mittlerweile mehr als 60 Unternehmen angesiedelt haben, die mehr als 700 Menschen Beschäftigung bieten. Außerhalb des Gewerbegebietes finden sich kaum produzierende Unternehmen, mit Ausnahme des Heinrich Strenge Erden- und Kompostwerks, das im Süden des Gemeindegebietes nahe der noch vorhandenen Moorflächen seinen Sitz hat.

### Landwirtschaft
Der Landkreis Leer war 2021 der siebtgrößte Milcherzeuger-Landkreis in Deutschland. Als nach Fläche nur unterdurchschnittlich große Gemeinde mit einem im landkreisweiten Vergleich zudem nur unterdurchschnittlichen Anteil an Landwirtschaftsflächen trägt Ostrhauderfehn dazu in gewissem Maße bei, jedoch weniger als andere Gemeinden des Kreises.
Aufgrund der eher kargen Moorböden in weiten Teilen wird der Milchwirtschaft meist der Vorzug vor dem Ackerbau gegeben. Allerdings wird auch Ackerbau betrieben. Dabei kommt es teilweise zu einer Flächenkonkurrenz zwischen Milchwirtschaft und Ackerbauern, besonders jenen, die Pflanzen zur Gewinnung von Energie aus Biogas nutzen wollen. Biogas-Anlagen haben inzwischen die Agrarland-Preise im Landkreis Leer verteuert. Neben Landwirten im Landkreis haben sich insbesondere solche in den Nachbarregionen Emsland und Oldenburger Münsterland auf die Herstellung von Biogas spezialisiert und benötigen in zunehmendem Maße für den Anbau auch Flächen im Landkreis Leer.

### Tourismus
Die Bedeutung des Tourismus in der Binnenlandgemeinde Ostrhauderfehn hat in den vergangenen Jahrzehnten zugenommen. Im Jahr 2008 wurden in der Gemeinde knapp 93.000 Übernachtungen registriert, von denen mehr als die Hälfte auf Camper und Reisemobilisten entfiel, wozu der Campingplatz am Idasee in hohem Maße beiträgt. Von den 93.000 Übernachtungen machten diejenigen von Campern und Reisemobil-Fahrern etwa 54.500 aus. Auf Hotels und Pensionen entfielen etwa 15.000 und auf Privatunterkünfte wie Ferienhäuser, Ferienwohnungen und zu einem geringeren Anteil Bauernhöfe die restlichen etwa 23.500 Übernachtungen. Zum Vergleich: 1992 wurden etwa 51.500 Übernachtungen vermerkt, davon etwa 30.000 im Bereich Camping, 10.000 in Hotels und Pensionen sowie 11.000 bei sonstigen Privatvermietern.

### Verkehr

Verkehrsachsen in Ostfriesland: Die Gemeinde Ostrhauderfehn liegt an der Bundesstraße 438 kurz vor deren Einmündung in die Bundesstraße 72.

Die Gemeinde Ostrhauderfehn liegt abseits des Autobahnnetzes und wird überregional durch zwei Bundesstraßen erschlossen. Die Bundesstraße 438, ausgebaut in den frühen 1960er Jahren, verläuft durch die Ortskerne von Ostrhauderfehn und Idafehn. Sie beginnt bei Folmhusen in der Gemeinde Westoverledingen nur wenige Kilometer südlich von Leer und verläuft in östlicher Richtung durch die Gemeinden Rhauderfehn und Ostrhauderfehn. Nur wenige hundert Meter östlich der Gemeindegrenze zur Gemeinde Saterland gibt es eine höhenungleiche Anschlussstelle an die Bundesstraße 72 (Norddeich–Schneiderkrug). Die B 72 stellt sowohl eine Verbindung zur Bundesautobahn 1 im Nachbarlandkreis Cloppenburg als auch die Verbindung zur nächstgelegenen Autobahn, der Bundesautobahn 28 (Leer–Oldenburg) dar. Die B 72 führt nur auf einem kleinen Abschnitt über das Gemeindegebiet. Die nächstgelegene Anschlussstelle an der A28 ist Filsum, zirka 16 Straßenkilometer vom Ostrhauderfehntjer Ortskern entfernt. Von Filsum bis Friesoythe und damit auch im vorliegenden Gebiet ist die B 72 im 2+1-System ausgebaut, bei dem die Fahrtrichtungen im Wechsel für ca. 1,5 km zwei Fahrstreifen besitzen, während die andere Richtung nur einstreifig verläuft. Neben der Anschlussstelle Strücklingen an der B 72 ist auch diejenige in Stickhausen in der nördlichen Nachbargemeinde Detern von Bedeutung, da sie vom nördlichen Gemeindegebiet aus am schnellsten zu erreichen ist. Die Verbindung dorthin wird von der Landesstraße 21 gebildet, die von Rhaude in der Nachbargemeinde Rhauderfehn über Potshausen nach Detern führt. Durch den Ortsteil Langholt führt zudem die L 30 von Rhauderfehn über den Küstenkanal nach Werlte im Hümmling. Die weiteren Ortsteile werden durch Kreisstraßen angebunden.
Einen Normalspur-Eisenbahnanschluss hat die Gemeinde Ostrhauderfehn nie besessen. Auch die am 3. November 1912 in Betrieb genommene Kleinbahn Ihrhove–Westrhauderfehn wurde nie nach Osten verlängert. Der nächstgelegene Bahnhof befindet sich in Leer, wo sowohl Regionalzüge als auch InterCity-Linien in Richtung Münster/Ruhrgebiet wie auch in Richtung Bremen/Hannover verkehren. Ein weiterer Bahnhof ist der Bahnhof Augustfehn in der Gemeinde Apen. Der an der Bahnlinie Oldenburg-Leer gelegene Bahnhof wird wegen seiner Parkmöglichkeiten und seiner Nähe im ländlichen Raum gerne genutzt.
Der nächstgelegene Flugplatz befindet sich in Leer, der nächstgelegene Flughafen ist derjenige in Bremen.
Während in früheren Jahrhunderten und bis ins 20. Jahrhundert hinein die Fehnkanäle die wichtigste Verbindung in das Umland waren, haben sie heute für die kommerzielle Schifffahrt keinerlei Bedeutung mehr. Lediglich für den Bootstourismus werden die Kanäle noch benutzt.

### Öffentliche Einrichtungen

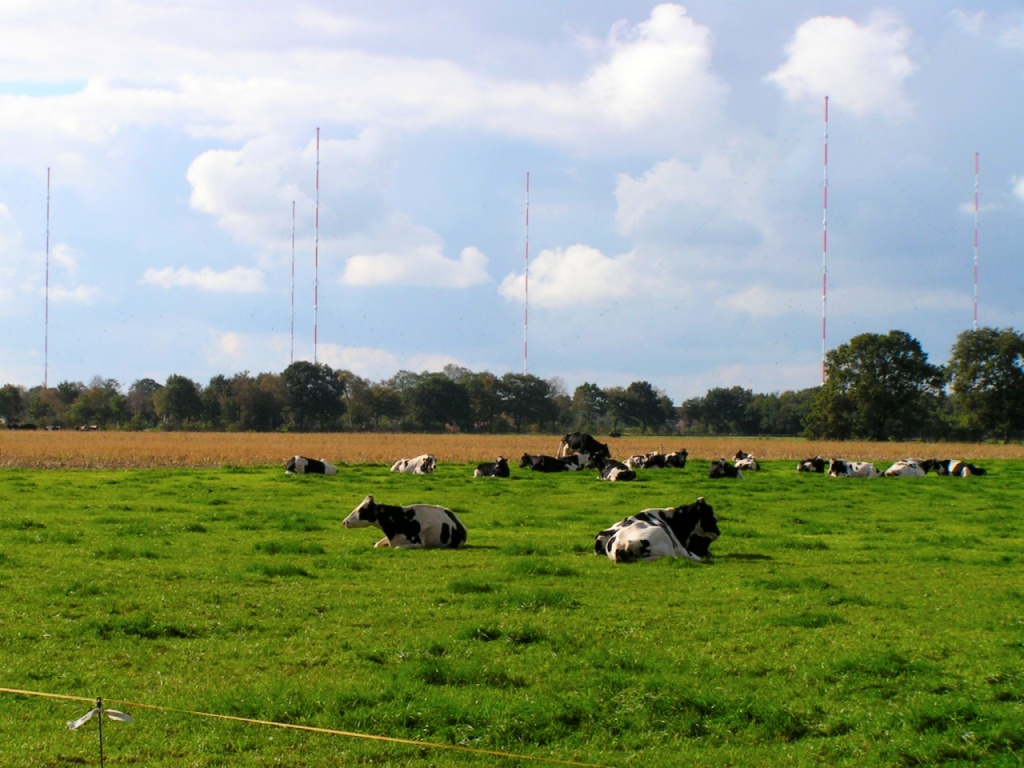
Marinesender DHO38 Längstwellensender der Marine

Die augenfälligste öffentliche Einrichtung ist der Längstwellensender DHO38, dessen fünf (von acht) Masten im Gemeindegebiet mit 352,8 Metern die höchsten Bauwerke in Ostfriesland und die zweithöchsten in Deutschland sind. Der Längstwellensender wird von der Deutschen Marine und Marinen anderer NATO-Staaten genutzt und vom Marineamt betrieben. Die offizielle Bezeichnung lautet NATO VLF / MSK Marinefunksendestelle Rhauderfehn, obschon sich die acht Türme auf dem Gebiet der Gemeinden Ostrhauderfehn und Saterland befinden. Der Standort der 1982 in Betrieb genommenen Anlage wurde gewählt, weil der feuchte Boden im Moorgebiet die für die Abstrahlung von Längstwellen erforderliche gute Erdung ermöglicht. Die kaum ausgeprägte Topografie trug ebenfalls zur Standortwahl bei, da sich die Wellen ungestört ausbreiten können. Das etwa 540 Hektar große Gelände ist militärisches Sperrgebiet. Mehr als 50 Soldaten und Techniker sowie knapp 40 zivile Angestellte sind dort beschäftigt.
Weitere öffentliche Einrichtungen sind die Gemeindeverwaltung mit ihren nachgeordneten Betrieben wie dem Bauhof sowie die Polizeistation Ostrhauderfehn. Sie ist jedoch nicht rund um die Uhr besetzt, außerhalb der Dienstzeiten ist die Polizeistation in Rhauderfehn zuständig. Das Feuerwehrwesen ist mit vier Freiwillige Feuerwehren ehrenamtlich organisiert. Für das Gemeindegebiet zuständige Behörden wie Finanzamt, Arbeitsagentur, Amtsgericht, Katasteramt u. ä. befinden sich in Leer, wo auch die Kreisverwaltung ihren Sitz hat und sich die nächstgelegenen Krankenhäuser befinden.

### Bildung
Die Gemeinde verfügt über zwei Grundschulen in den Ortsteilen Ostrhauderfehn und Holtermoor sowie über eine Haupt- und Realschule (HRS) im Kernort. Die Haupt- und Realschule ist jüngeren Datums: Sie wurde erst 2004 ihrer Bestimmung übergeben. Bis dahin mussten die Schüler in die Nachbargemeinde Rhauderfehn zur dortigen Haupt- und Realschule fahren. Schulträger der HRS ist der Landkreis Leer. In Trägerschaft der Gemeinde befinden sich die beiden Grundschulen (GS). An der GS Holtermoor befindet sich ein Lehrschwimmbecken, das auch von Schülern der anderen Grundschule benutzt wird. Die nächstgelegenen Gymnasien befanden sich bis 2004 in der Kreisstadt Leer. In jenem Jahr wurde in der „Schwestergemeinde“ Rhauderfehn ein Gymnasium eingerichtet, das auch von Schülern aus Ostrhauderfehn besucht wird. Für die Gymnasiasten hat sich damit der Schulweg deutlich verkürzt. Auf die Einrichtung eines Gymnasiums in Rhauderfehn hatten sowohl die dortigen Lokalpolitiker und Eltern gedrängt als auch diejenigen in Ostrhauderfehn. Die berufsbildenden Schulen befinden sich in Leer. Frühkindliche Bildung wird in vier Einrichtungen angeboten. Dabei handelt es sich um eine Kindertagesstätte der politischen Gemeinde, eine weitere der evangelisch-lutherischen Kirchengemeinde, eine von der politischen Gemeinde betriebene Kinderkrippe sowie um einen Spielkreis der Arbeiterwohlfahrt. Alle vier befinden sich im Kernort. In Idafehn betreibt die Kreisvolkshochschule des Landkreises Leer eine Außenstelle. Die nächstgelegene Fachhochschule ist die Hochschule Emden/Leer, die nächstgelegene Universität die Carl von Ossietzky Universität Oldenburg.

### Medien
Das Overledingerland liegt im Einzugsbereich zweier Tageszeitungen, die beide aus dem Haus der Zeitungsgruppe Ostfriesland (ZGO) stammen. Dies ist zum einen die Ostfriesen-Zeitung, die als einzige Tageszeitung Ostfrieslands regionsweit erscheint. Als Heimatzeitung gibt es den seit 1888 erscheinenden General-Anzeiger, der im benachbarten Rhauderfehn verlegt wird. Beide Titel kooperieren redaktionell und haben auch denselben Chefredakteur, Uwe Heitmann. Die ZGO gibt zudem zwei Anzeigenblätter namens Der Wecker und Von Haus zu Haus heraus, die ebenfalls das gesamte Overledingerland abdecken. Auf dem Markt der Anzeigenblätter besteht seit Ende 2009 Konkurrenz durch die Neue Zeitung zum Wochenende. Aus der Gemeinde berichtet der Bürgerrundfunksender Radio Ostfriesland.

## Persönlichkeiten

### Söhne und Töchter der Gemeinde

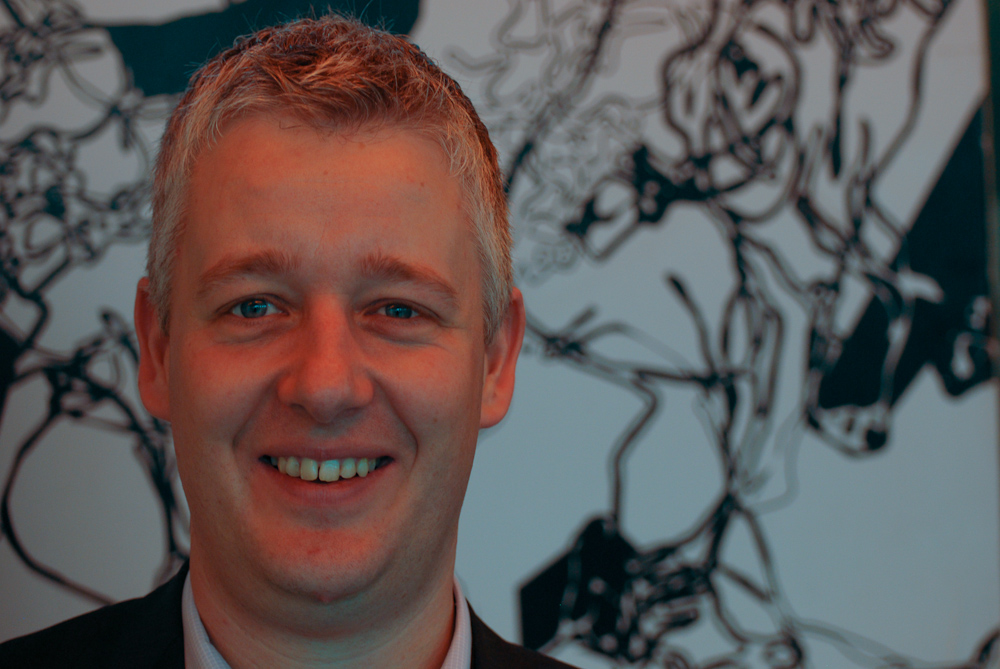
Matthias Groote, MdEP

In der Gemeinde wurden zwei herausragende Wissenschaftler geboren. Hajo Hayen (1923–1991) stammte aus Idafehn und machte sich als Prähistoriker und Moorarchäologe einen Namen. Er verbesserte Ausgrabungstechniken in Mooren und war zunächst in den 1970er Jahren als Bezirksarchäologe tätig, im Anschluss am Oldenburger Landesmuseum für Natur und Mensch. Der gelernte Schmied und spätere Ingenieur Oskar Mahrenholtz wurde 1931 in Ostrhauderfehn geboren. Der Wissenschaftler war unter anderem von 1973 bis 1979 Mitglied des Wissenschaftsrats und von 1983 bis 1989 Vizepräsident der Deutschen Forschungsgemeinschaft.
Im politischen Bereich ist der Europaabgeordnete Matthias Groote (SPD) zu nennen. Er wurde zwar 1973 in einem Leeraner Krankenhaus geboren, wuchs aber in Ostrhauderfehn auf. Groote ist seit 2005 Mitglied des Europäischen Parlaments und seit Januar 2012 Vorsitzender des EP-Umweltausschusses. Neben seiner Tätigkeit in Brüssel ist Groote weiterhin Ratsherr in der Gemeinde Ostrhauderfehn.
Aus der Gemeinde stammt der Liedermacher Otto Groote (* 1957 in Ostrhauderfehn), der seine Texte in niederdeutscher Sprache vorträgt.

### Mit der Gemeinde verbunden
Arend de Vries (* 1954 in Berumerfehn) ist evangelischer Theologe und vom 1. November 2006 bis 2020 der geistliche Vizepräsident des Landeskirchenamtes Hannover. De Vries wurde 1985 in Ostrhauderfehn ordiniert und war dort bis 1993 Gemeindepastor.
Nach der Prinzessin Ida von Anhalt-Bernburg-Schaumburg-Hoym (* 1804 auf Schloss Schaumburg; † 1828 in Oldenburg) wurde der Ortsteil Idafehn benannt. Prinzessin Ida war die zweite Frau des nachmaligen Großherzogs August von Oldenburg (1783–1853).